# Letteratura greca alto imperiale

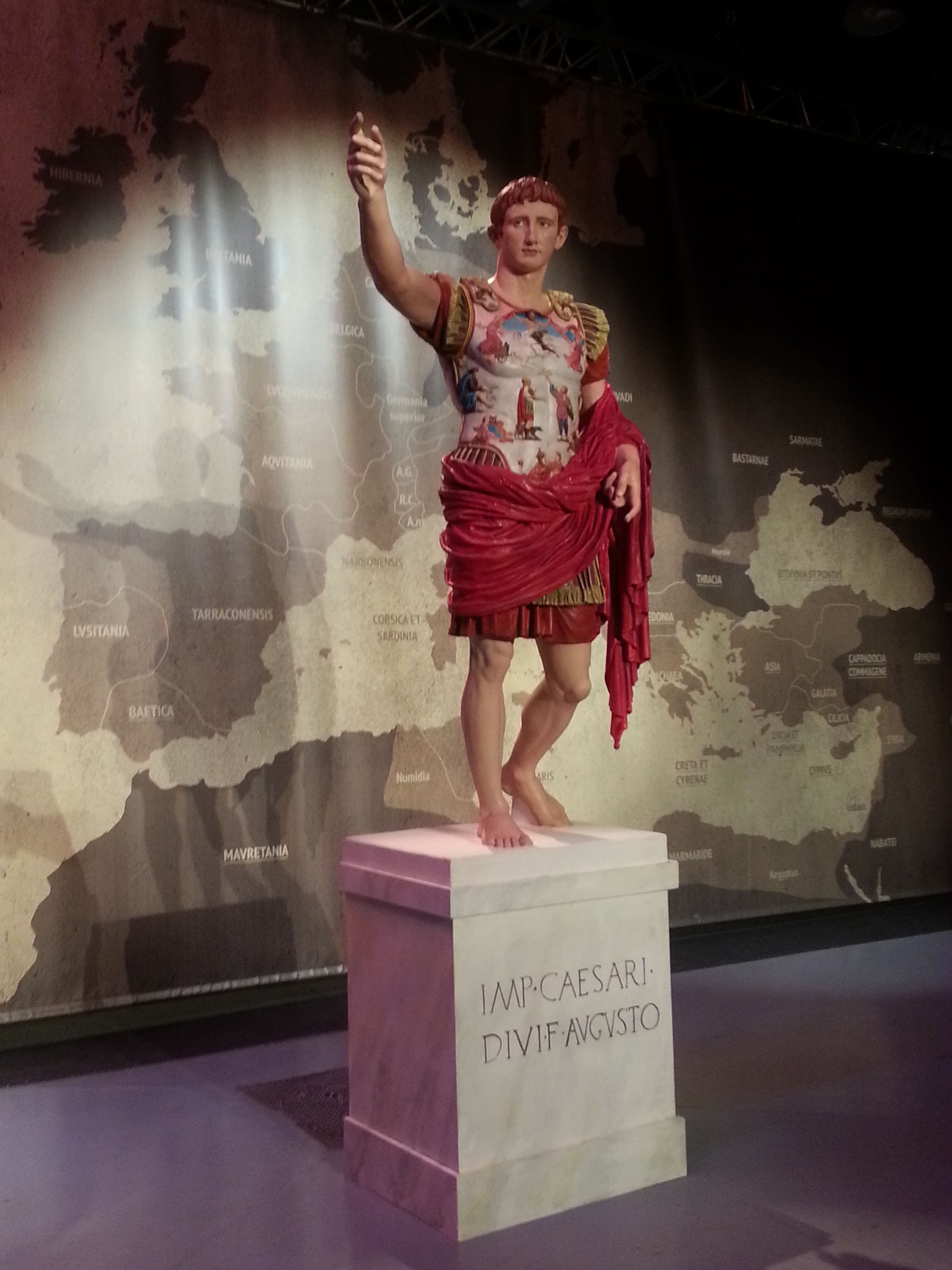
Augusto, primo imperatore romano, sotto il quale si fissa convenzionalmente l'inizio del «periodo letterario greco alto imperiale».

Con letteratura greca alto imperiale si intende il periodo successivo a quello ellenistico, il cui inizio è convenzionalmente fissato nel 27 a.C. (anno in cui Augusto divenne il primo imperatore romano) e la cui fine con l'inizio del periodo tetrarchico di Diocleziano, nel 285.

## Contesto storico
La regione ellenica venne annessa alla Repubblica romana nel 146 a.C., dopo una campagna militare condotta da Lucio Mummio e terminata con la distruzione di Corinto, la cui popolazione venne uccisa o resa schiava, e con il saccheggio della città, che fornì opere d'arte per le ville dei patrizi romani. Per la sua vittoria, Mummio ricevette l'agnomen Achaicus, "conquistatore dell'Acaia". La Grecia divenne, quindi, un protettorato romano nel 146 a.C., mentre le isole dell'Egeo entrarono a farvi parte nel 133 a.C.
L'effetto immediato che si ebbe una volta che la Grecia venne sottomessa a Roma fu la cessazione di tutte le guerre interne tra città e città. Vero è che se alcuni membri dell'oligarchia senatoria furono sinceramente filo-ellenici e molti Romani ammirarono profondamente la cultura greca, Roma non considerò mai i Greci come suoi alleati o amici, ma come semplici sudditi, uguali a tanti altri. L'atteggiamento romano nei confronti della Grecia sembra che fosse improntato non tanto sul rispetto, ma sull'arroganza e disprezzo. Sul piano culturale, Atene mantenne il suo ruolo di centro intellettuale, venendo però surclassata da Alessandria d'Egitto.
I Romani punirono severamente i Greci ribelli e, in Grecia come altrove, i Romani si preoccuparono di arricchirsi il più possibile, con la guerra, la tassazione o il commercio. L'atteggiamento romano poi, per tutto il resto, fu di grande indifferenza, tanto da portare la Grecia ad una situazione drammatica, dove la pirateria prese il sopravvento sulla parte orientale del Mediterraneo, trovando in Creta e Cilicia le sue principali basi logistiche. Da queste regioni i pirati organizzarono spedizioni sempre più ardite nel Mar Egeo, costruendo vere e proprie flottiglie e compiendo razzie il cui obbiettivo principale era di porre in schiavitù intere popolazioni. Roma alla fine fu costretta ad intervenire, sebbene inizialmente non si fosse resa conto della politica distruttiva che aveva messo in atto, disinteressandosi della Grecia e degli Stati ellenistici che gravitavano attorno ad essa. Si era inoltre reso necessario inviare in Macedonia le legioni romane per difendere i suoi confini dai continui attacchi delle popolazioni traciche e dalmatiche dell'ultimo terzo del II secolo a.C..
I successi ottenuti contro i pirati nel 102 a.C. da parte del consolare Marco Antonio Oratore, che aveva condotto una campagna nell'area cilicia, portarono all'istituzione di una seconda provincia romana, quella di Cilicia nel 101-100 a.C.. Sfortunatamente questi successi iniziali si risolsero in un nulla di fatto quando, nell'88 a.C., Mitridate VI Eupatore, re del Ponto, convinse molte città-Stato greche a unirsi a lui contro i Romani. Fu così che l'Acaia insorse. Il governo della stessa Atene, formato da un'oligarchia di mercanti di schiavi e proprietari di miniere, fu rovesciato da un certo Aristione, che poi si dimostrò a favore di Mitridate, meritandosi dallo stesso il titolo di amico. Il re del Ponto appariva ai loro occhi come un liberatore della grecità, quasi fosse un nuovo Alessandro Magno.
Lucio Cornelio Silla riuscì al termine di due duri anni di guerra ad allontanare Mitridate dalla Grecia e a sedare la ribellione, saccheggiando Atene nell'86 a.C. e Tebe l'anno successivo, depredando le città sconfitte delle loro opere d'arte. Plutarco racconta che, poco prima di assaltare la città di Atene, il tiranno Aristione tentò una mediazione con Silla:
(Plutarco, Vita di Silla, 13.4.)
E anche lo scoppio delle successive guerre civili romane combattute in Grecia e Macedonia, come la guerra civile tra Cesare e Pompeo e quella tra Ottaviano e Antonio, fecero precipitare il mondo greco in un periodo di grande sofferenza, lasciandolo alla fine spopolato e in rovina. Fu solo con la creazione del principato da parte di Ottaviano Augusto che in Grecia tornarono a regnare pace ed equilibrio. Il primo imperatore romano, nel 27 a.C., trasformò la Grecia nella provincia romana di Acaia. Fu soprattutto sotto il regno del suo successore Tiberio che la regione conobbe benevolenza e benessere rivolto ai sudditi dell'Impero romano. Egli, infatti, ridusse la tassazione alle province di Acaia e Macedonia e per due volte inviò aiuti alle città asiatiche duramente colpite da un terremoto, nel 17 e 27. I successori poi continuarono questa politica di grande disponibilità verso il mondo greco: in particolare Nerone e Adriano adottarono una politica filo-ellenica. Giovannini aggiunge che: "Roma finì per assumersi... le proprie responsabilità nei confronti di un popolo che per due secoli aveva spietatamente umiliato e depredato". Al tempo di Strabone, Roma ormai si era ellenizzata, senza perdere però la propria identità; i Romani non potevano più essere percepiti come dei barbari da parte dei Greci, quasi che la loro egemonia rappresentasse una minaccia per il mondo greco.

## Lingua

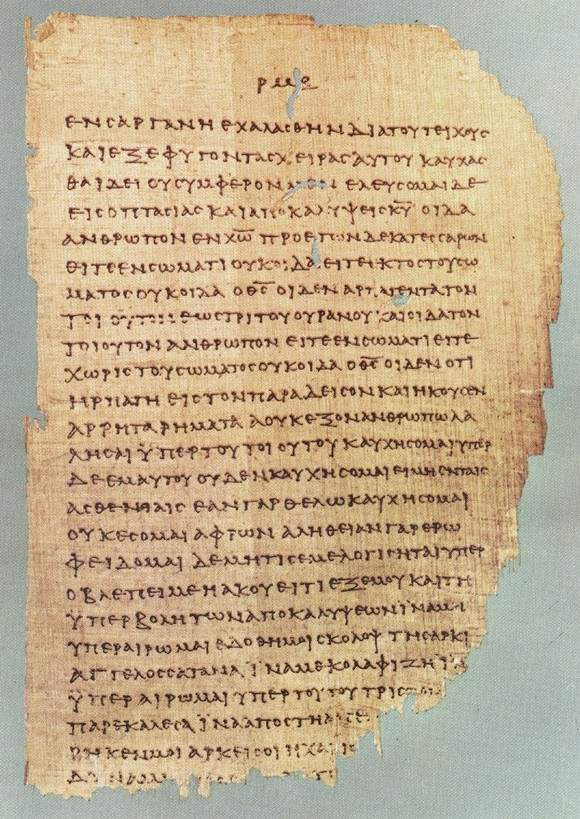
Il Nuovo Testamento scritto in greco antico (Η Καινή Διαθήκη)

Le conquiste di Alessandro Magno e la diffusione della cultura greca in una vastissima area favorirono lo sviluppo di un linguaggio comune, che superò le divisioni dialettali del greco arcaico e classico. Questa lingua comune, o koinè, viene dall'espressione «koinè diàlektos» (κοινὴ διάλεκτος), cioè un dialetto che si pone al di sopra delle particolarità dialettali greche, detto anche «Alexandrinè diálektos» (Ἀλεξανδρινὴ διάλεκτος, lingua alessandrina). Essa si basava sul dialetto attico, privato dei suoi tratti più caratteristici e con aggiunte da parte di altri dialetti (soprattutto della Ionia). Questa lingua rimase in uso per tutta l'età ellenistica e romana, costituendo la lingua franca di tutta la parte orientale dell'Impero romano.
A partire dal II secolo a.C., iniziò l'insegnamento del greco negli insediamenti romani non di lingua greca, che si sviluppò fino ad Augusto; poi, iniziò a cambiare fino al V secolo. La koinè ellenistica, nella storia dei Greci, non è importante solo per essere il primo dialetto comune e il principale antenato del greco moderno. È importante anche per il suo impatto nella civiltà occidentale come lingua franca nel Mar Mediterraneo. La koinè appunto è anche la lingua originale del Nuovo Testamento della Bibbia cristiana e anche il mezzo per l'insegnamento e la diffusione del cristianesimo. Inoltre, fu la seconda lingua dell'Impero romano, sebbene non quella ufficiale. Il passaggio alla quarta fase della lingua greca, conosciuta come greco medievale, è simbolicamente assegnata alla fondazione di Costantinopoli nel 330 da parte di Costantino I.

## Produzione
Il periodo vedrà il progressivo affermarsi della prosa sulla poesia. È nel primo genere che si possono trovare numerose personalità di grande spessore e opere di rilievo. I risultati più importanti furono, infatti, conseguiti nell'ambito della storiografia, della retorica, della filosofia e della produzione erudita, dall'ambito grammatico, a quello filologico, lessicografico, ecc..

### Epica

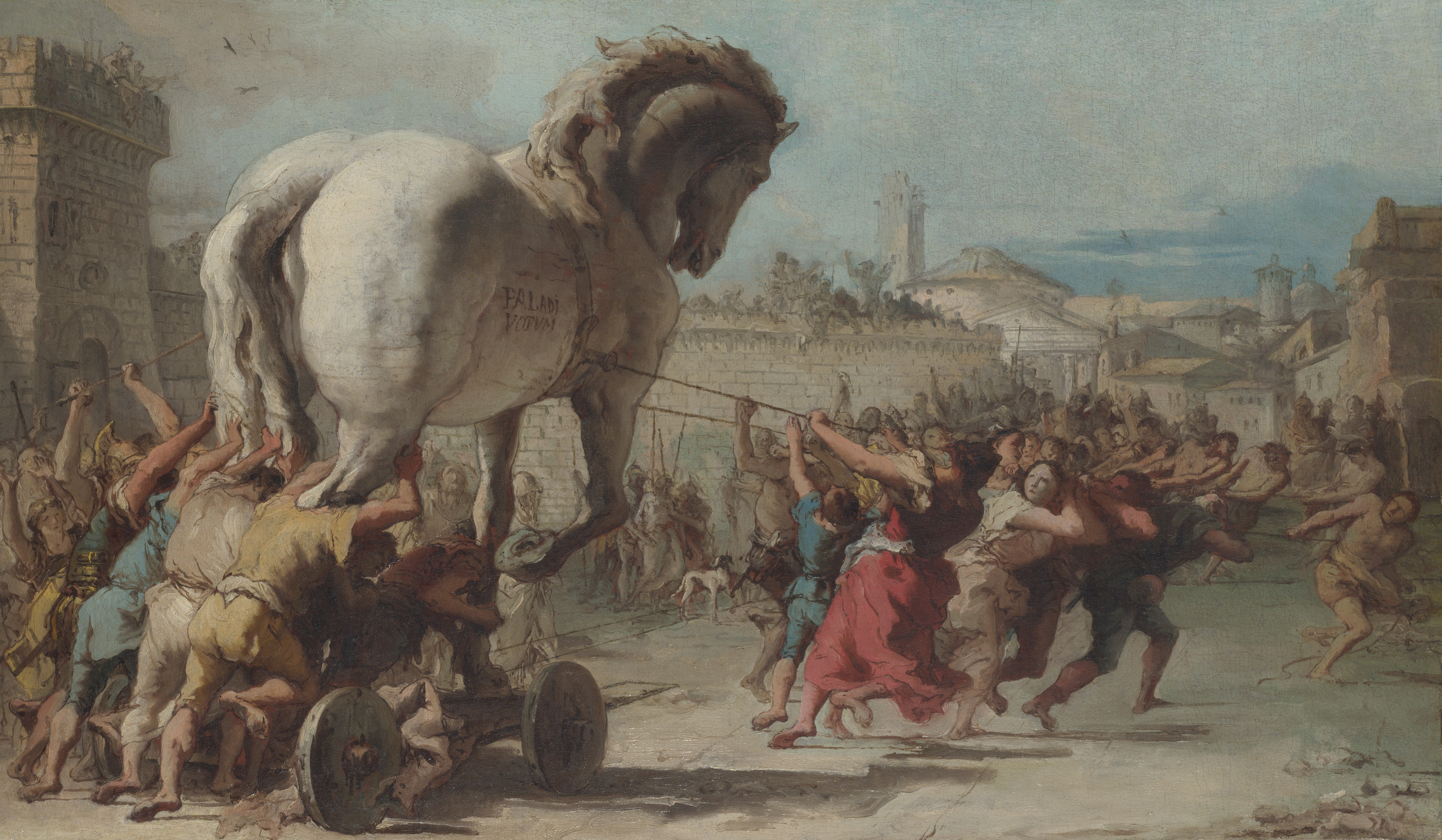
Quinto Smirneo fu autore del poema comunemente noto come Posthomerica (I fatti successivi a Omero), dove si raccontano gli avvenimenti successivi ai funerali di Ettore, con cui si conclude l'Iliade, fino alla presa di Troia grazie al cavallo di legno (olio su tela di Giovanni Domenico Tiepolo).

L'epica, dopo aver conosciuto il suo culmine con Omero in epoca arcaica e Apollonio Rodio in epoca ellenistica, continuò ad essere coltivata anche in età imperiale. Essa utilizzava il tradizionale esametro, anche se in modo differente rispetto al suo utilizzo più antico. Di quest'ultimo periodo ricordiamo importanti personalità come Quinto Smirneo (probabilmente del III secolo), autore del poema comunemente noto come Posthomerica (Τὰ μεϑ'Ὅμηρον, I fatti successivi a Omero), in 14 libri, dove si raccontano gli avvenimenti successivi ai funerali di Ettore, con cui si conclude l'Iliade, fino alla partenza degli eroi greci. Smirneo narra così i duelli di Achille con Pentesilea e con Memnone, la sua morte, i giochi funebri in suo onore, la contesa tra Aiace e Odisseo per il possesso delle sue armi, fino ad arrivare (attraverso una serie di duelli e battaglie di sapore omerico che occupano i libri centrali), alla morte di Paride, all'inganno del cavallo di legno e alla presa di Troia.
Contemporaneo a Smirneo era Trifiodoro di Panopoli, il quale scrisse un poema epico, dal titolo La presa di Troia (Ἰλίου Ἅλωσις), in 691 esametri dattilici, stilisticamente vicini a Nonno di Panopoli e Quinto Smirneo.
Altra opera del periodo è l'Iliade mancante di una lettera (Ἰλιὰς λιπογράμματος), in cui ciascuno dei ventiquattro libri dell'Iliade, indicati a partire dall'epoca ellenistica con una lettera dell'alfabeto greco secondo un uso forse introdotto da Zenodoto di Efeso, veniva rielaborato in modo da non contenere proprio quella lettera (in forma di lipogramma: così, il primo libro mancava dell'alfa, il secondo del beta, etc…). Fu composta da Nestore di Laranda (metà del III secolo). Suo figlio, Pisandro di Laranda, compose il poema epico più lungo della letteratura greca, Heroikai Theogamiai (in greco antico: Ἡρωικαὶ θεογαμίαι?, "Matrimoni eroici degli dei"), di sessanta cantiche. Quest'ultimo poema è costituito da una "completa storia epica del mondo".
Altri poeti del periodo furono Scopeliano di Clazomene del I secolo, autore della Guerra dei Giganti, e un non meglio identificato Dionisio, a cui andrebbero attribuiti due brevi componimenti (Gigantiade e Bassarica).

### Epistolografia
Altro genere letterario di questo periodo è l'epistolografia fantastica, costituita da una serie di raccolte di lettere fittizie (sorta di antenate del romanzo epistolare) fra personaggi storici o leggendari e gente comune. In questa disciplina letteraria ricordiamo Alcifrone (II secolo), del quale rimangono 118 lettere, organizzate in quattro libri, e frammenti di altre cinque, oggetto delle quali è il delineare alcune tipologie di uomini, descrivendo il loro pensiero e la loro opinione su argomenti che fossero loro familiari. Le classi di individui scelte da Alcifrone sono i pescatori, i contadini, i parassiti e le cortigiane. Tutti costoro esprimono i loro sentimenti in modo elegante anche quando sono trattati argomenti scabrosi o osceni. In tal modo, questi personaggi fittizi si elevano rispetto ai loro corrispondenti reali, senza tuttavia eccedere nella mancanza di realtà. Questo genere letterario fu seguito anche da Claudio Eliano (Lettere di contadini) e Lucio Flavio Filostrato (Lettere d'amore) nel II e III secolo, un esercizio molto praticato nelle scuole di retorica.

### Favolistica
Le Favole di Esopo, che avevano riscontrato tanto successo fin dal VI secolo a.C., erano già state rivisitate poeticamente nella letteratura latina con Fedro. In età imperiale esse rifiorirono in composizioni giambiche con lo scrittore e favolista greco Babrio (fine II secolo – prima metà del III secolo). Egli compose un'opera scoperta solo recentemente, nel 1842, che conteneva, oltre alle 123 favole scoperte, altre 37 per un totale supposto di 160; sono composte in versi coliambici. La versificazione è corretta ed elegante, lo stile piacevole; la struttura narrativa delle favole segue quella delle favole in prosa. La genuinità di questa raccolta è normalmente accettata dagli studiosi.

### Filosofia e politica

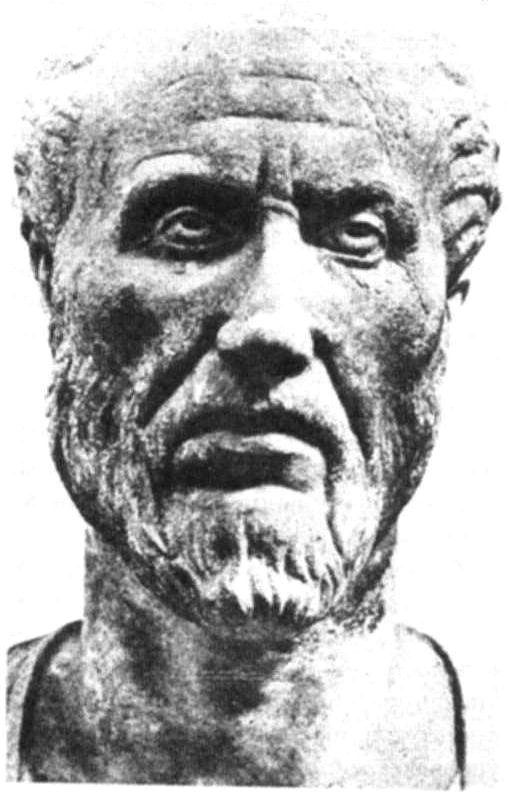
Busto di Plotino (Musei Vaticani)

Le dottrine di questo periodo alto imperiale si mossero sulla base di quelle nate in precedenza, senza produrre vere e proprie nuove correnti di pensiero. Non vi furono originali ricerche filosofiche, ma rielaborazioni sempre più eclettiche delle correnti di pensiero precedenti, favorite da una dimensione sempre più cosmopolita degli individui. Continuarono a sopravvivere le due grandi scuole che raccolsero l'eredità di Platone e Aristotele, l'Accademia e il Peripato. Altre scuole nate nell'età classica e sviluppatesi in quella ellenistica continuarono a sopravvivere, come quella cinica, scettica, stoica ed anche epicureica. La caratteristica principale della filosofia di questo periodo fu il carattere esortativo e consolatorio nella vesti di «guida e terapia dell'anima» per meglio affrontare la vita quotidiana, sviluppando il genere della consolatio.
La filosofia divenne meno ristretta ad una cerchia, riuscendo ad aprirsi ad un pubblico più ampio. In questo ambito numerosi furono i personaggi che operarono in una ambito compreso tra filosofia e retorica, nel senso che le loro opere diedero i loro contributi in entrambe le discipline. A titolo di esempio basta ricordare Plutarco (46/48 - 125/127), Dione Crisostomo e Luciano di Samosata (120 - 180/192). Altri personaggi operarono invece tra filosofia e scienza come Galeno (129 - 216) e Claudio Tolomeo (100 - 175 ca.).
In un tale contesto, in cui si assiste al prevalere di correnti gnostiche e ad alcune rielaborazioni dell'aristotelismo, le principali novità furono rappresentate dalla diffusione della religione cristiana, la cui affermazione giunse a compimento con la legalizzazione del culto da parte dell'imperatore Costantino I (313); dalla risposta "filosofica" e pagana a questo culto, rappresentato dai vari esponenti del neoplatonismo, i più importanti dei quali furono il fondatore Ammonio Sacca (175 - 242), il discepolo Plotino (203/205 - 270), dopo di lui, Porfirio (233/234 - 305) e Massimo di Tiro (II-III secolo); dal neopitagorismo, con autori come Apollonio di Tiana (2 - 98 d.C.), Nicomaco di Gerasa (60 - 120) e Numenio di Apamea (II secolo).
Il neoplatonismo, inteso come reinterpretazione del pensiero di Platone (in particolare nei suoi aspetti ontologici e cosmologici, per ricondurlo sulle orme di Parmenide a un principio più unitario rispetto alla Diade a cui erano approdati gli ultimi dialoghi platonici), divenne la più florida corrente di pensiero dal III secolo in poi. Questo pensiero aveva in sé notevoli elementi di misticismo; avrà, infatti, una grande influenza sui maggiori mistici cristiani del medioevo e durerà fin quando l'aristotelismo non subentrerà al neoplatonismo.

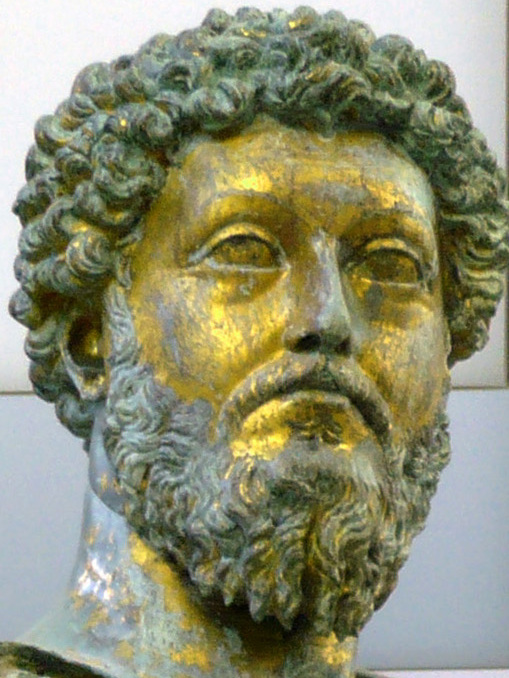
L'imperatore Marco Aurelio fu anche un importante filosofo stoico, autore dei Colloqui con sé stesso in greco).

Diversa figura dalle precedenti è quella di Giamblico di Calcide (250 - 330 ca.), allievo di Porfirio, nel quale filosofia e religione si fondono in una forma di Neopitagorismo che trae spunti da Platone e Aristotele. Egli si allontanò dalla dottrina del suo maestro per formulare una propria interpretazione del platonismo che accentuava la separazione tra anima e corpo, e la missione soteriologica della filosofia, che aveva l'obiettivo di guidare l'uomo all'unione mistica con i principi immateriali, attraverso la pratica della teurgia.
A questo periodo (II-III secolo) sembra possa attribuirsi il Corpus hermeticum, una raccolta di testi filosofico-religiosi, attribuiti a Ermete Trismegisto, che rappresentò la fonte di ispirazione del pensiero ermetico. Si trattava di un complesso di dottrine mistico-religiose e filosofiche alle quali si affiancarono teorie astrologiche di origine semita, elementi della filosofia di ispirazione platonica e pitagorica, credenze gnostiche e antiche procedure magiche egizie.
In una posizione chiave si inserisce la figura di Filone di Alessandria (20 a.C. - 45 d.C. ca.), filosofo di cultura ebraica. La sua originalità consiste nell'aver interpretato la Bibbia secondo la filosofia platonica. Egli vede nella teoria del demiurgo greco (esposta da Platone nel suo Timeo), il Dio creatore ebraico. Questo modo di leggere i testi biblici avrà di lì a breve molta fortuna e costituirà il metodo interpretativo principale per la tradizione neoplatonica di area ebraica. Questo modo di conciliare il pensiero greco con quello ebraico, permise poi nei secoli successivi di fondere la cultura pagana classica con il Cristianesimo.
Altra importante figura del periodo è Epitteto di Ierapoli (50 - 130 ca.), la cui filosofia stoica richiama quella socratica. Supremamente indifferente alla gloria letteraria, Epitteto, come Socrate, non si curò mai di scrivere dei libri. Tuttavia un suo discepolo di nome Flavio Arriano, che poi divenne un noto scrittore e una personalità politica di notevole rilievo, ebbe l’idea di stenografare le lezioni alle quali assisteva, trascrivendo fedelmente le parole così come uscivano dalla bocca del maestro. Arriano prese infatti a modello l'opera di Senofonte, i Memorabili di Socrate, proprio nell' intento di presentare Epitteto come un "nuovo Socrate". Dalle Diatribe furono poi estratte le massime per il conseguimento della felicità raccolte nell'Εγχειρίδιον (Enchiridion, "ciò che si tiene in mano", cioè manuale), il Manuale di Epitteto. Questa eccezionale documentazione, nota come Diatribe e Manuale di Epitteto, era originariamente contenuta in otto libri, dei quali soltanto i primi quattro e il Manuale sono fortunosamente giunti fino a noi.

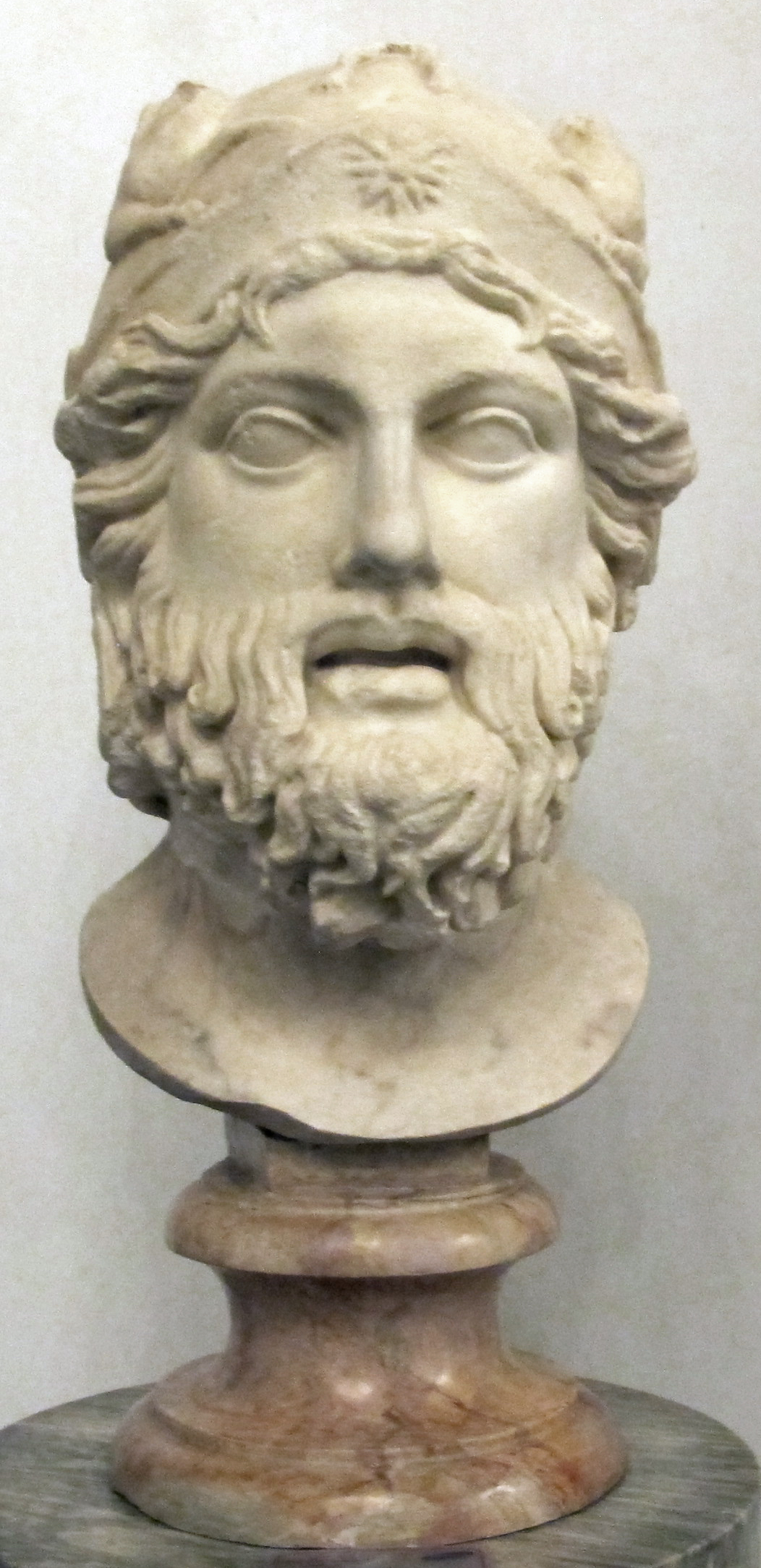
Scuola di Pergamo, filosofo cinico (Musei capitolini, Roma)

Una particolare figura di questo periodo fu l'imperatore romano, Marco Aurelio (121 - 180), l'ultimo grande esponente dello Stoicismo. Egli si distinse per la ricerca del dialogo interiore in un periodo in cui la filosofia tendeva a "parlare" al pubblico, all'esterno (vedi Pensiero di Marco Aurelio). Tra il 170 e il 180, Marco scrisse i Colloqui con sé stesso, come esercizio per il proprio orientamento e auto-miglioramento. Il titolo è stata un'aggiunta postuma, originariamente Marco intitolò l'opera A se stesso, ma non si sa se avesse intenzione di renderla pubblica. Il libro è considerato uno dei capolavori letterari e filosofici di tutti i tempi.
(Marco Aurelio, 4.49.)
Anche lo Scetticismo ebbe nuovi sviluppi e il suo massimo rappresentante in Sesto Empirico (160 - 210), il cui soprannome sembra avere avuto un legame con la scuola medica empirica. Tra le sue opere principali ricordiamo le Pyrrhoneae Hypotyposes (Lineamenti pirroniani, un compendio della filosofia scettica, in tre libri, dedicata al suo fondatore Pirrone di Elide) e Adversus mathematicos (Contro i matematici, in undici libri, che confutava le presunzioni scientifiche delle varie discipline, ritenendo che l'unica soluzione finale fosse la sospensione di giudizio).
Merita attenzione anche il movimento del cinismo che, dopo un periodo di declino, ebbe una ripresa in concomitanza alla crescente corruzione del potere imperiale di Roma. La reazione fu di fare appello alla libertà interiore e all'austerità dei costumi. Dione Crisostomo (40-120) diede una svolta alla propria vita convertendosi alle teorie filosofiche di tipo cinico e stoico, nonché alle influenze delle dottrine platoniche.
Vi è da aggiungere che, nell'età imperiale, la cultura ellenistica si fuse con quella latina e contribuì, soprattutto mediante i suoi apporti artistici e filosofici, a sviluppare anche nei cittadini romani il senso e l'importanza dell'otium, ovvero di quella parte della vita quotidiana che i cittadini più ricchi potevano e dovevano dedicare ai piaceri e alla riflessione, anziché all'impegno politico o lavorativo. Non è quindi più possibile, in periodo imperiale, identificare una filosofia "greca" distinta dai suoi sviluppi in ambito "latino".
In questo periodo numerose furono le ricerche dossografiche e i commentari a importanti opere dei maestri della filosofia classica. Ricordiamo Alessandro d'Afrodisia (vissuto a cavallo tra il II e III secolo), definito uno dei maggiori commentatori aristotelici dell'antichità; il neoplatonico Gaio (II secolo) con il discepolo Albino (maestro a sua volta di Galeno).

### Letteratura erudita

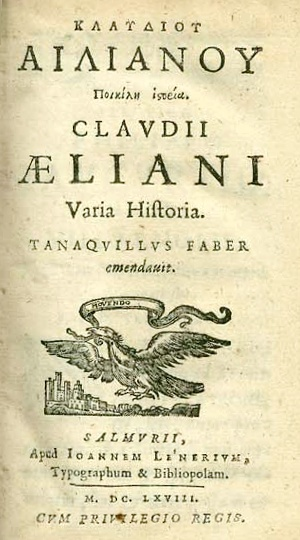
Varia Historia di Claudio Eliano, copertina di un'edizione del 1668.

Un settore di notevole importanza della cultura greca, prima in età ellenistica, e poi in quella imperiale fu la letteratura erudita che comprendeva la filologia, la grammatica, la lessicografia, le sillogi antiquarie e dossografiche, ecc.. La grande creazione filologica e dell'interpretazione dei testi ebbe un grande successo soprattutto dopo la conquista della Grecia fino all'età augustea. Ricordiamo in questo periodo Dionisio di Alicarnasso (60 - 7 a.C. ca.) che si occupò soprattutto dei prosatori e scrisse un trattato sugli antichi oratori, uno sulle regole della composizione in poesia e in prosa, e Ρωμαικὴ ἀρχαιολογὶα (Antichità romane), in 20 libri, in cui mostra che in realtà Greci e Romani appartengono ad una stessa stirpe. Ai greci Didimo Calcentero (63 a.C. - 10 d.C.) e Trifone di Alessandria (60 - 10 a.C. ca.) si devono spesso le notizie e i commenti che abbiamo su molti scrittori, perché a loro si rifecero anche gli studiosi di letteratura successivi. Apparteneva allo stesso periodo anche Aristonico d'Alessandria, che durante il regno di Augusto e Tiberio, contemporaneo di Strabone. Scrisse ad esempio Dei segni critici dell'Iliade e dell'Odissea (περὶ τῶν σημείων τῆς Ἰλιάδος καὶ Ὀδυσσείας), sui segni a margine che i critici alessandrini usavano per segnalare versi sospetti o interpolati nei poemi omerici e nella Teogonia di Esiodo, e Dei termini non grammaticali (ἀσυντάκτων ὀνομάτων βιβλία), un'opera in sei volumi sulle costruzioni grammaticali irregolari di Omero Sempre in questo periodo fiorì Teone di Alessandria, il quale commentò oltre ai poeti classici anche quelli alessandrini.
Durante l'età imperiale viene svolto un grande lavoro di sistemazione della normativa grammaticale, attraverso studiosi come: Tirannione filosseno (I secolo a.C.), Trifone (60 - 10 a.C. ca.), Alessione, Tolemeo di Ascalona (I secolo d.C.); Nicanore di Alessandria (II secolo) per i suoi studi sulla punteggiatura; Efestione (II secolo) per quelli sulla metrica; il medico e filosofo Galeno (129 - 216), per i suoi scritti su tematiche critico-letterarie, linguistici, retorici e commentari a diversi autori antichi; fino a giungere ai massimi esponenti di questa disciplina che sono Apollonio Discolo (II secolo) e il figlio Elio Erodiano (180 - 250).
Grande sviluppo ebbe anche la lessicografia con autori come:Apollonio Sofista (I secolo), Giulio Polluce (II secolo) e Panfilo di Alessandria (I secolo) con una raccolta di lexeis in ben 95 libri. Questo periodo vide anche la compilazione di compendi, sillogi antiquarie ed enciclopediche, oltre a raccolte dossografiche, come le opere di Pausania il Periegeta (110 - 180; Periegesi della Grecia), oppure quelle di Diogene Laerzio (180 - 240; Raccolta delle vite e delle dottrine dei filosofi), di Claudio Eliano (165/170 - 235; Storia varia), di Ateneo di Naucrati (fine II secolo; Deipnosophistai o I dotti a banchetto, dove cita oltre mille autori e titoli di opere).
Fin da Augusto, per iniziativa dei vari imperatori, in Roma furono costruite numerose biblioteche che raccolsero opere rare ancora reperibili di autori greci e latini. L'istruzione assunse in questo periodo grande importanza e talvolta molte opere furono compilate per essere utilizzate quale insegnamento ai giovani aristocratici.

### Letteratura greco-ebraica e cristiana

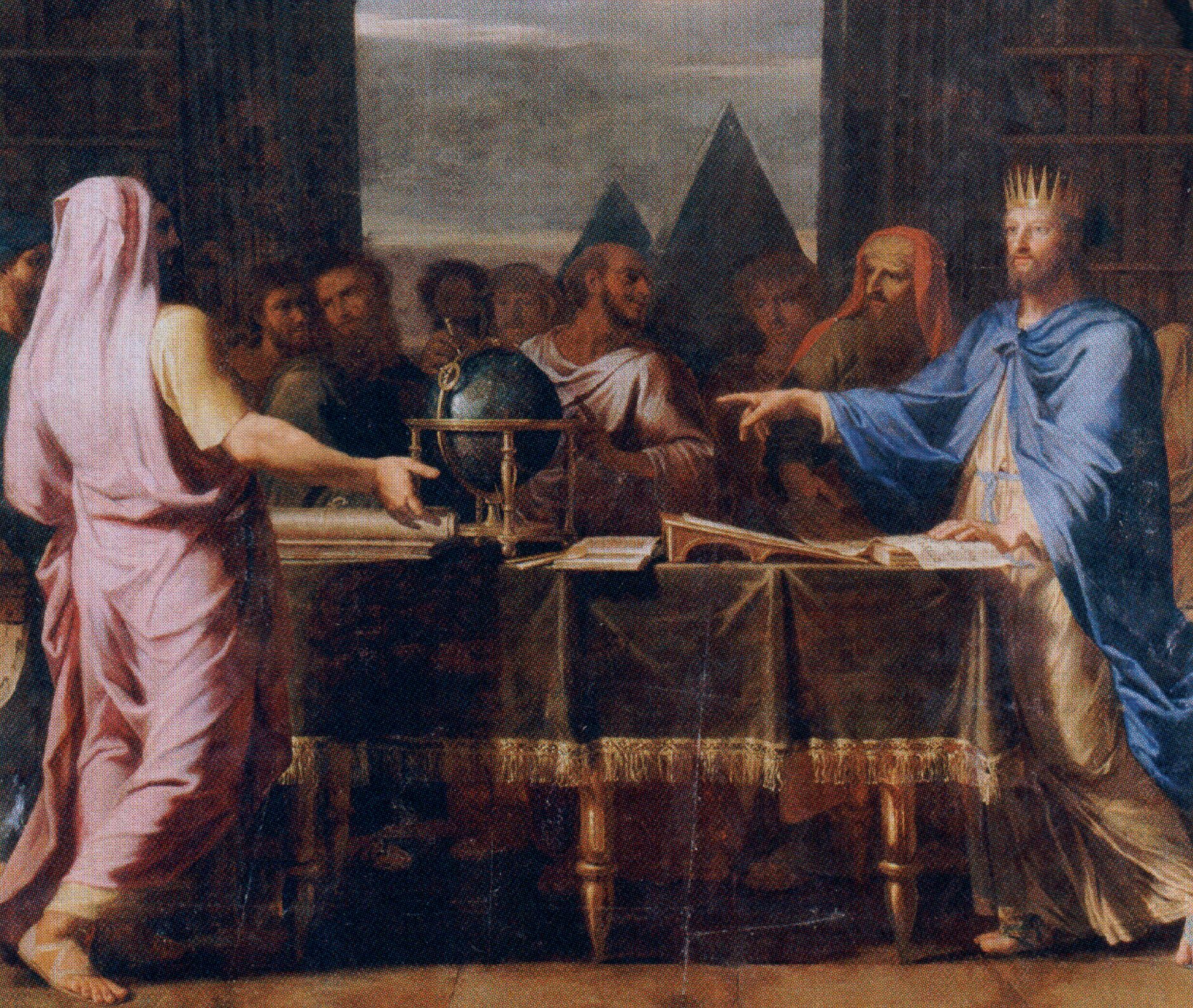
Tolomeo II Filadelfo parla con alcuni dei 72 dotti ebrei che avevano tradotto la Bibbia per la grande biblioteca di Alessandria (Dipinto di Jean-Baptiste de Champaigne, 1672, Versailles).

Il primo esempio di testo letterario ebraico in lingua greca è la versione dei Settanta della Bibbia in lingua greca, che la lettera di Aristea vuole tradotta direttamente dall'ebraico da 72 saggi ad Alessandria d'Egitto; in questa città cosmopolita e tra le maggiori dell'epoca vi era una grandissima e famosa biblioteca e vi si trovava un'importante e attiva comunità ebraica. Questa versione costituisce tuttora la versione liturgica dell'Antico Testamento per le chiese ortodosse orientali di tradizione greca. La Septuaginta non va confusa con le altre sette o più versioni greche dell'Antico Testamento, la maggior parte delle quali ci sono arrivate in frammenti.
L'origine della traduzione è narrata leggendariamente dalla Lettera di Aristea a Filocrate. Secondo tale racconto, il sovrano ellenista Tolomeo II Filadelfo (regno 285-246 a.C.) commissionò alle autorità religiose del tempio di Gerusalemme una traduzione in greco del Pentateuco per la neonata biblioteca di Alessandria. Il sommo sacerdote Eleazaro nominò 72 eruditi ebrei, sei scribi per ciascuna delle dodici tribù di Israele, che si recarono ad Alessandria. Stabilitisi nell'isola di Faro completarono la traduzione in 72 giorni in maniera indipendente. Al termine del lavoro comparando fra loro le versioni, si accorsero con meraviglia che le rispettive traduzioni erano identiche. Non fu una semplice traduzione letterale, bensì la redazione greca del Vecchio Testamento.
La «Bibbia dei Settanta» ebbe un significato ed un effetto fondamentale riguardo alla diffusione dell'ebraismo nei confronti del mondo, prima ellenistco e poi romano, e il suo utilizzo fu enorme. Nei secoli successivi, in particolare nel II secolo, vennero prodotte nuove traduzioni, in alcuni casi più fedeli al testo originale, come quelle di Aquila di Sinope (trad. del 130 ca.), Simmaco l'Ebionita (II secolo) e Teodozione (I-II secolo) presenti nell'opera di Origene di Alessandria d'Egitto, l'Exapla. Fu tuttavia la «Bibbia dei Settanta» ad essere usata come fonte principale della cultura cristiana e della successiva esegesi biblica, che ebbe in autori come Filone di Alessandria (20 a.C. - 45 d.C.), Clemente Alessandrino (150 - 215 ca.) e Origene (185 - 254), i suoi massimi esponenti.
La nascita della letteratura cristiana si ebbe con il testo del Nuovo Testamento, che conteneva i quattro vangeli canonici, secondo Matteo, secondo Marco, secondo Luca e secondo Giovanni. Riportavano la vita e la predicazione di Gesù, esposti in modo parallelo, con contenuti abbastanza similari.
| Libro (e sigla)               | Lingua | Capitoli e versetti | Autore                                       | Composizione                    | Contenuto                                                                            |
| ----------------------------- | ------ | ------------------- | -------------------------------------------- | ------------------------------- | ------------------------------------------------------------------------------------ |
| Vangelo secondo Matteo (Mt)   | greco  | 28 1071             | Levi detto Matteo, figlio di Alfeo, apostolo | Antiochia (?), circa 70-90 d.C. | Ministero di Gesù, il Messia atteso, descritto ai giudeo-cristiani, riscatto di Gesù |
| Vangelo secondo Marco (Mc)    | greco  | 16 678              | Giovanni detto Marco                         | Roma, circa 65-70               | Ministero di Gesù, Figlio di Dio, descritto ai non ebrei                             |
| Vangelo secondo Luca (Lc)     | greco  | 24 1151             | Luca                                         | Grecia (?), circa 70-90         | Ministero di Gesù, salvatore di tutti gli uomini                                     |
| Vangelo secondo Giovanni (Gv) | greco  | 21 879              | Giovanni, apostolo, figlio di Zebedeo        | Efeso, circa 100                | Ministero di Gesù, incarichi di Pietro                                               |

Lo stesso autore del Vangelo secondo Luca scrisse anche gli Atti degli Apostoli, in cui narra la storia delle prime comunità cristiane sotto la guida di Pietro, Giacomo e soprattutto Paolo, fino alla venuta a Roma di quest'ultimo nel 56. A motivo della loro intestazione, dello stile e dei contenuti, il Vangelo secondo Luca e gli Atti degli Apostoli formano quasi un'unica opera, divisa in due parti.

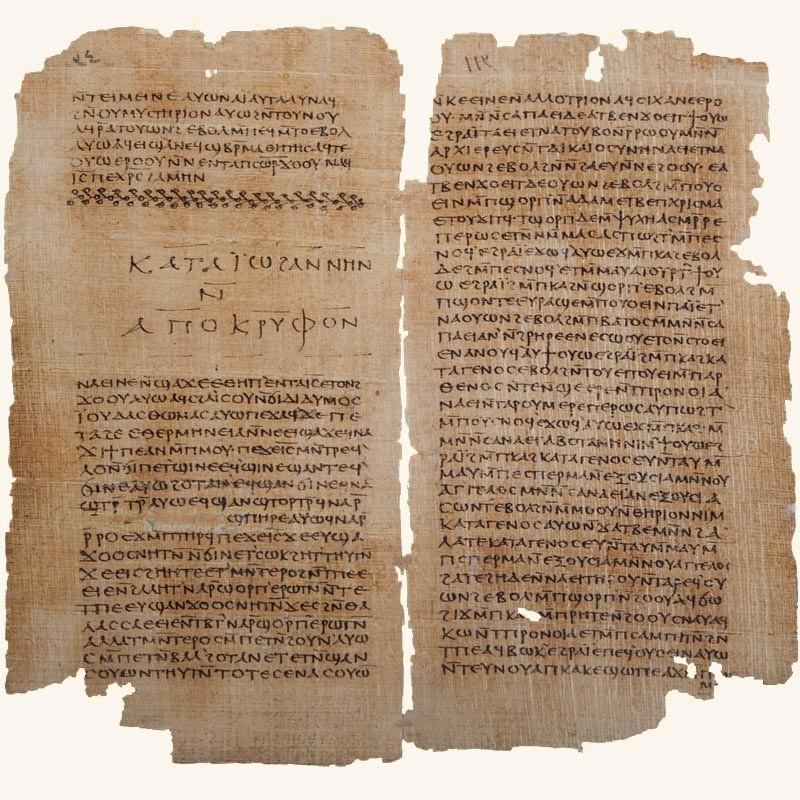
Il Vangelo apocrifo di Giovanni e quello di Tommaso, da un papiro di Nag Hammadi

Seguono ventuno lettere, tra le quali il nucleo più importante è quello delle quattordici lettere di Paolo: si tratta di scritti inviati a varie comunità in risposta a esigenze particolari o a temi generali, assieme ad altri destinati a singoli individui. Gli scritti autentici di Paolo di Tarso sono i più antichi documenti del Cristianesimo conservatisi, a partire dalla Prima lettera ai Tessalonicesi, Galati, Filippesi, Prima e Seconda Lettera ai Corinzi, Romani e Filemone. La maggior parte degli studiosi considera «deuteropaoline» (attribuite a Paolo, ma scritte dopo la sua morte) Efesini, Colossesi, e la Seconda Lettera ai Tessalonicesi e, per comune consenso, le lettere pastorali (Prima e Seconda lettera a Timoteo, Lettera a Tito). La Lettera agli Ebrei potrebbe essere un'antica omelia rivolta ai cristiani di origine ebraica, tentati di ritornare alle istituzioni giudaiche. L'autore, ignoto, ma di ambiente paolino, conosceva molto bene le norme sacerdotali ebraiche, le Scritture di Israele e le loro tecniche interpretative.
Vi è infine un nucleo di altre sette lettere, dette lettere cattoliche, perché indirizzate non alla comunità cristiana di una città particolare, ma a tutte le chiese, o più semplicemente perché non hanno precisato il destinatario. Esse sono la due Prima e la Seconda lettera di Pietro, la Lettera di Giacomo, la Lettera di Giuda (tutte di ambiente giudeo-cristiano), e le tre Lettere di Giovanni. L'inserimento più contrastato è l'Apocalisse, che chiude il Nuovo Testamento, con temi desunti dalla letteratura apocalittica giudaica, che riguardano la «fine dei tempi», quando avverrà il ritorno del Cristo e il giudizio finale.
Nei primi secoli circolavano poi una serie di «vangeli apocrifi», un eterogeneo gruppo di testi a carattere religioso che si riferivano alla figura di Gesù Cristo e che, vennero poi esclusi dal canone della Bibbia cristiano, anche se avevano un genere letterario ai quattro Vangeli canonici. Fanno parte della cosiddetta "letteratura apocrifa", un fenomeno religioso e letterario rilevante del periodo patristico. Sovente dotati dell'attribuzione pseudoepigrafa di qualche apostolo o discepolo, i vangeli apocrifi furono esclusi dalla pubblica lettura liturgica in quanto ritenuti portatori di tradizioni misteriose o esoteriche, e quindi in contraddizione con l'ortodossia cristiana. Il termine "apocrifo" ("da nascondere", "riservato a pochi") è stato coniato dalle prime comunità cristiane. Possono essere classificati come segue:
- i «Vangeli dell'infanzia», che illustravano i dettagli relativi alla vita pre-ministeriale di Gesù, soprattutto la sua infanzia, altrimenti ignoti in quanto taciuti dai vangeli canonici, come ad esempio[44]

| Vangeli apocrifi dell'infanzia                                                  | Vangeli apocrifi dell'infanzia                       | Vangeli apocrifi dell'infanzia | Vangeli apocrifi dell'infanzia | Vangeli apocrifi dell'infanzia | Vangeli apocrifi dell'infanzia |
| Titolo                                                                          | Attribuzione pseudoepigrafica                        | Lingua                         | Data                           | Contenuto | Note |
| ------------------------------------------------------------------------------- | ---------------------------------------------------- | ------------------------------ | ------------------------------ | --- | --- |
| Protovangelo di Giacomo o Vangelo dell'Infanzia di Giacomo o Vangelo di Giacomo | Giacomo apostolo e primo vescovo di Gerusalemme      | greco                          | metà del II secolo             | nascita miracolosa di Maria; sua infanzia al tempio di Gerusalemme; matrimonio miracoloso con Giuseppe; nascita di Gesù                                                                   | esalta la natura verginale di Maria; presenta accenni gnostici                                                                                                |
| Vangelo dell'infanzia di Tommaso o Vangelo dello pseudo-Tommaso                 | Tommaso apostolo                                     | greco                          | metà del II secolo             | vari miracoli compiuti da Gesù tra i 5 e 12 anni | presenta accenni gnostici |
| Vangelo dello pseudo-Matteo o Vangelo dell'infanzia di Matteo                   | Matteo apostolo ed evangelista, tradotto da Girolamo | latino                         | VIII-IX secolo                 | nascita miracolosa di Maria; sua infanzia al tempio di Gerusalemme; matrimonio miracoloso con Giuseppe; nascita di Gesù; fuga in Egitto; vari miracoli compiuti da Gesù tra i 5 e 12 anni | rielaborazione del materiale presente nel Protovangelo di Giacomo e nel Vangelo dell'infanzia di Tommaso con l'apporto originale relativo alla fuga in Egitto |

- i «Vangeli della passione e della resurrezione», oltre ad altri con svariati temi, come ad esempio[44]

| Vangeli apocrifi della passione | Vangeli apocrifi della passione | Vangeli apocrifi della passione | Vangeli apocrifi della passione | Vangeli apocrifi della passione                  | Vangeli apocrifi della passione                                                                          |
| Titolo                          | Attribuzione pseudoepigrafa     | Lingua                          | Data                            | Contenuto                                        | Note |
| ------------------------------- | ------------------------------- | ------------------------------- | ------------------------------- | ------------------------------------------------ | --- |
| Vangelo di Nicodemo             | Nicodemo, discepolo di Gesù     | greco                           | II secolo                       | Descrive la passione di Gesù, discolpando Pilato | - |
| Vangelo di Pietro               | Pietro, apostolo                | greco                           | metà del II secolo              | Descrive la passione di Gesù, discolpando Pilato | Già perduto, conosciuto in accenni patristici; un lungo frammento fu trovato nel 1887 ad Akhmim (Egitto) |

Vi sono poi una serie di atti apostolici, della seconda metà del II secolo/inizi del III secolo, riuniti come Atti apocrifi dei dodici apostoli, oltre ad alcune Apocalissi apocrife. Altro testo del periodo è Pastore di Erma (greco: Ποιμήν του Ερμά; latino: Haermae Pastor), di stampo paleocristiano-apocalittico, composto nella prima metà del II secolo. Esso prende il nome dal personaggio principale della Visione V, l'Angelo della Penitenza, il quale appare ad Erma nelle vesti di pastore. In questo libro vengono esposti i precetti e le parabole della dottrina cristiana, volte alla conversione del fedele. Sebbene non sia inserito nel canone biblico, il Pastore di Erma godette di un'ampia fortuna tra i cristiani del II secolo, tanto che alcuni Padri della Chiesa lo considerarono Sacra Scrittura.
Il Cristianesimo contribuì non poco alla diffusione dei testi scritti, con un notevole incremento di copie prodotte e di strutture preposte a questo scopo. Contemporaneamente assistiamo alla progressiva sostituzione del rotolo di pergamena con il codex.

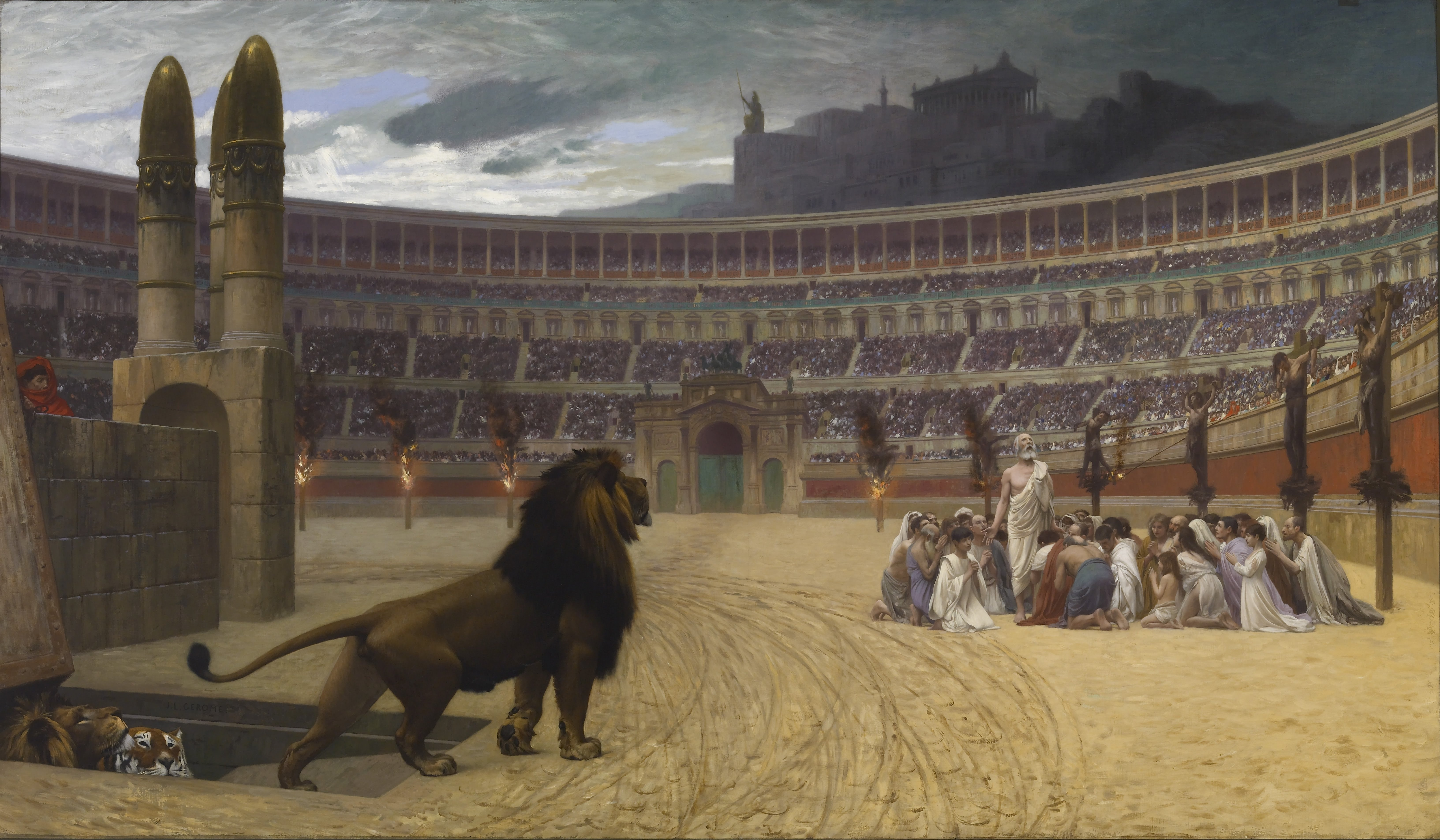
Rappresentazione di martiri cristiani, prima di morire in pasto delle belve nel Circo Massimo (da un dipinto di Jean-Léon Gérôme).

Alle primissime fasi di sviluppo della letteratura cristiana appartiene un gruppo di personaggi chiamati «Padri apostolici», i quali produssero opere neotestamentarie il cui scopo era quello di fungere da guida spirituale dei fedeli. Si trattava dei seguenti scrittori: Clemente, vescovo di Roma (? - 100); Ignazio, vescovo di Antiochia di Siria (35 - 107 circa, martire a Roma); Papia, vescovo di Hierapolis (70 - post 130); Policarpo, vescovo di Smirne (69 - 155); Erma, originario di Aquileia (II secolo); e l’autore della Lettera a Diogneto (seconda metà del II secolo). Il contesto in cui si trovò a crescere il Cristianesimo, che ebbe un difficile rapporto con l'Impero romano, sfociato nel lungo periodo delle persecuzioni, generò una letteratura cristiana agiografica che narrava in modo edificatorio e di autentica glorificazione le vicende dei martiri della fede (Atti dei martiri).
Ben presto, infatti, i Cristiani ebbero la necessità di replicare alle accuse infamanti a cui furono sottoposti, soprattutto nei primi tre secoli di Impero. Il primo apologista che si ricordi fu Quadrato di Atene, che indirizzò la sua Apologia all'imperatore Adriano nel 125. Dopo di lui, Giustino (100 - 162/168) ne indirizzò una sua ad Antonino Pio (regno 138 - 161). Una terza fu indirizzata nel 177 da Atenagora di Atene (133 - 190 ca.) "agli imperatori Marco Aurelio Antonino e Lucio Aurelio Commodo, conquistatori dell'Armenia e della Sarmazia, e, quel che più conta, filosofi". Un'altra ancora (Oratio adversus Græcos), dai toni particolarmente accesi contro la cultura pagana, venne scritta da Taziano il Siro (120 - 180 ca.).
Sempre in questo periodo cominciarono a manifestarsi le prime posizioni eretiche (a partire dal II secolo), come lo gnosticismo. Sviluppatosi soprattutto ad Alessandria d'Egitto nel II-III secolo, fu una dottrina diversa dalle elaborazioni teologiche prevalenti nelle altre principali sedi del cristianesimo antico, come Roma, Antiochia e Costantinopoli. Fu quindi inevitabile che le dottrine gnostiche incontrassero l'opposizione delle altre comunità e fossero considerate eretiche e combattute dalla Chiesa. La ricca letteratura gnostica è andata quasi completamente perduta, sovrastata dalla vittoriosa "crociata" della chiesa. Rimangono per lo più notizie indirette. Vi è da aggiungere che, come reazione, si ebbe una copiosa letteratura antieretica, che ebbe i suoi maggiori rappresentanti in Ireneo di Lione (130 - 202) e Ippolito di Roma (170 - 235). Nelle conclusioni di Franco Montanari, la prima letteratura cristiana sembra caratterizzarsi soprattutto quale reazione a una serie di «emergenze» dottrinali, politiche e culturali, quali le persecuzioni, le eresie e la concorrenza con la cultura pagana.

### Oratoria e retorica

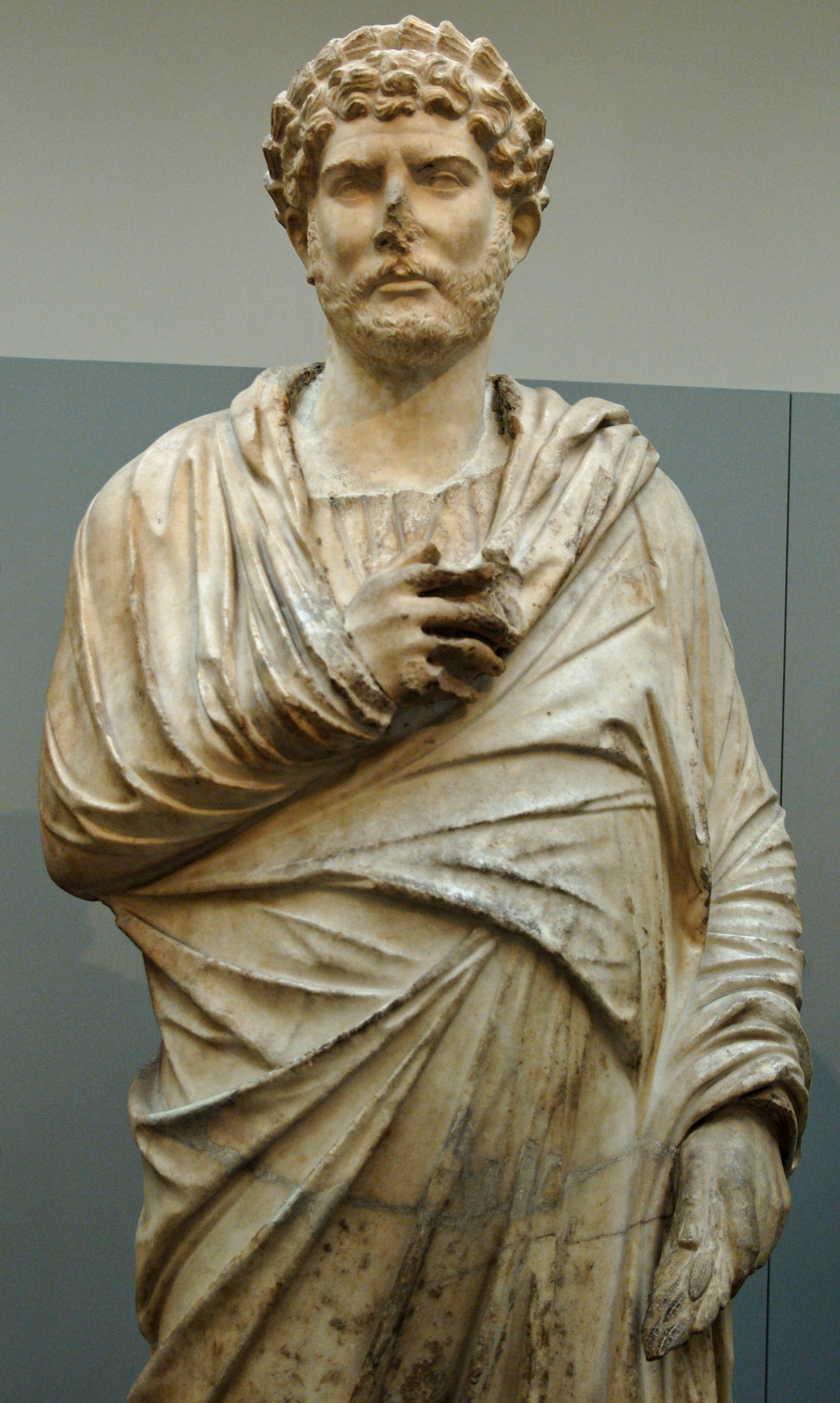
L'imperatore Adriano, in veste greca, offre un sacrificio ad Apollo (Londra, British Museum).

Se dobbiamo indicare un'attività intellettuale che primeggiò sulle altre in questo particolare periodo, questa è stata la retorica. In età augustea ci si era ispirati all'Atticismo, movimento "stilistico-formale-linguistico" nato in Attica nel V-IV secolo a.C., da cui attingere ed imitare. I promotori sembra fossero Dionigi di Alicarnasso (60 - 7 a.C.) e Cecilio di Calacte (al tempo di Augusto). Tali forme di classicismo trovarono la loro naturale continuazione a partire dal tardo I secolo, fino ai primi decenni del III secolo, nel movimento denominato «Seconda sofistica». Il nome «Seconda sofistica» (Δεύτερα σοφιστική) fu usato da Lucio Flavio Filostrato nel suo Vite dei sofisti, per indicare la corrente letteraria a lui contemporanea che, in continuità con la Sofistica del V secolo a.C., intendeva riportare in auge lo studio e l'esercizio dell'eloquenza. Filostrato non dà grande spazio in questo ambito ad autori come Dione Crisostomo (40 - 120), Favorino di Arles (80 - 160) ed Elio Aristide (117 - 180), al contrario magnifica autori come Niceta di Smirne (epoca neroniana), Scopeliano (epoca dei Flavi), Marco Antonio Polemone di Laodicea al Lico (88 - 144 ca.) e Erode Attico (101 - 177; discepolo di Favorino).
(Filostrato, Vite dei sofisti I 481; trad. di M. Civiletti)
Il crescente interesse per l'eloquenza greca, venne promosso dallo stesso imperatore Vespasiano che fondò a Roma una scuola di retorica stipendiata dallo Stato. Rinacque così la figura del retore professionista che, imitando i retori-filosofi del V secolo a.C., si autodefiniva "sofista". La tecnica dei neosofisti, però, benché riprendesse formule e argomenti della Sofistica antica, era priva di scopi politici e orientata piuttosto alla ricercatezza stilistica.
Il periodo di maggiore sviluppo coincise con II secolo, durante il regno di Adriano: questi, come altri imperatori, si rivelò un grande ammiratore della cultura greca e ne promosse la diffusione e la fioritura, gettando un ponte tra romanità e grecità.
Tra i maggiori esponenti del periodo ricordiamo Ermogene di Tarso (161 - 240), la cui precoce abilità gli assicurò un impiego pubblico come insegnante di retorica già quando aveva solo 15 anni, attirando l'interesse dello stesso imperatore, Marco Aurelio; compose vari trattati di retorica, che divennero molto popolari come Sulla costituzione delle cause giudiziarie, Sull'invenzione, Esercizi preparatori (Progymnasmata) e Sulle forme stilistiche.

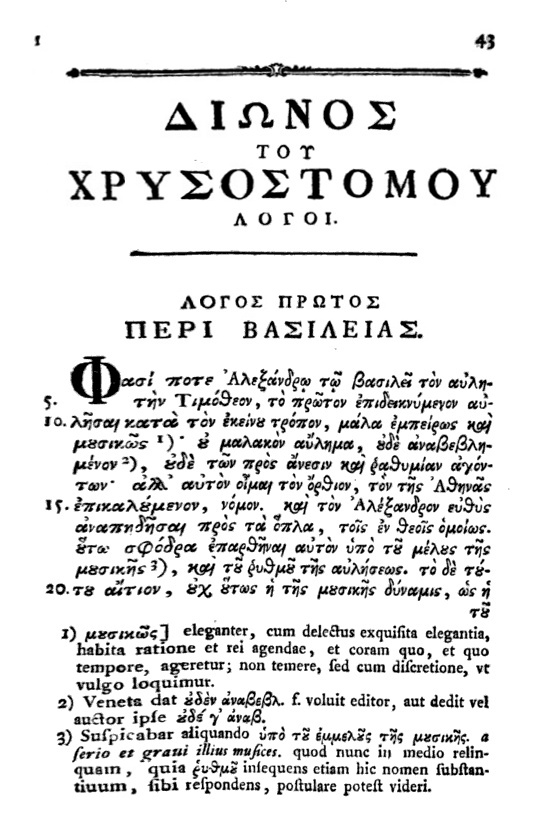
Orazione di Dione Crisostomo.

L'opera di Dione di Prusa (40 - 120 ca.), detto Crisostomo («bocca d'oro»), rappresenta l'unico esempio di orazioni pronunciate nel corso di una "vita pubblica" e a noi conservate. Il corpus delle orazioni dionee consiste di 80 discorsi di carattere diverso. Interessanti per il loro contenuto di filosofia politica sono, tra le altre, le orazioni Sulla regalità (libri I-IV), indirizzate quasi sicuramente all'Optimus Princeps, Traiano: esse presentano molti spunti per la definizione di un'etica del governante e testimoniano l'accettazione e la ormai crescente partecipazione dei Greci nei confronti dei principes e della vita amministrativa dell'Impero romano. Di stampo più propriamente cinico sono le orazioni Sulla tirannide, dette anche "diogeniche", che condannano l'atteggiamento tirannico del cattivo sovrano (alludendo forse a Domiziano).
Merita una menzione particolare l'autore anonimo del Trattato del Sublime (databile agli inizi del I secolo), una delle più importanti opere della critica retorico-letteraria. Rappresenta una lunga disamina sul sublime, lo stile retorico cosiddetto elevato, che ha lo scopo di ammaliare il pubblico toccando le corde del sentimento e delle emozioni (pathos). L'anonimo scrive per un nobile romano appassionato di letteratura greca, tale Postumio Floro Terenziano. Il suo intento è di esaminare cosa sia lo stile sublime, ovvero ciò che «induce a sentimenti e riflessioni più alte di quanto in esso è stato detto» e che quindi produce su tutti i lettori, e non solo su alcuni, un'impressione durevole. L'opera è polivalente, poiché oltre alla retorica e alla critica letteraria abbraccia temi etici ed estetici, ricorrendo a uno stile brillante, ben diverso da quello pedante della manualistica tradizionale. Si può quindi dire che il Sublime si pone come un'opera a sé stante, inquadrato in una dimensione artistica autonoma sottolineata dallo stile epistolare dell'opera stessa. Inoltre, non va dimenticato l'intento squisitamente pedagogico del Trattato, ovvero far attingere, insegnandolo loro, lo stile sublime alle future generazioni di "uomini politici", nel senso che al termine dava Aristotele. Il Trattato è infine un unicum anche per la lingua utilizzata, che mescola forme della koinè ellenistica con stilemi elevati, espressioni tecniche, metafore, forme classiche e ricercate che producono un pastiche letterario al limite della sperimentazione linguistica.

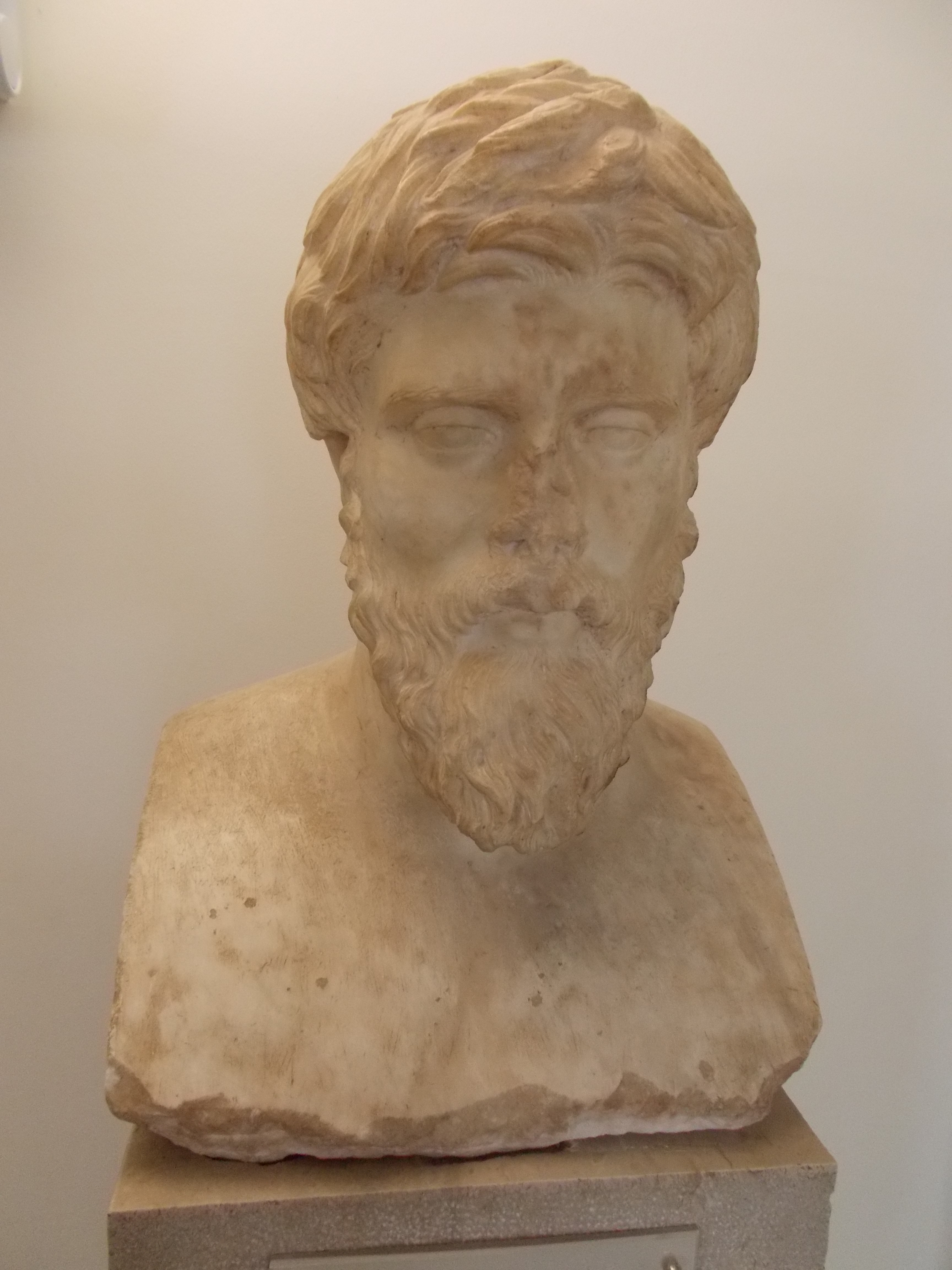
Busto di Plutarco, oggi conservato al museo archeologico di Delfi.

Sempre a questo periodo appartengono retori come Apollodoro di Pergamo (104 - 22 a.C.), caposcuola della setta degli «Apollodorei», Teodoro di Gadara (I secolo a.C.), caposcuola dei «Teodorei»; Elio Teone (I-II secolo) di cui si conservano una collezione di esercizi preparatori (in greco antico Προγυμνάσματα, traslitterato in Progymnàsmata) pensati per la formazione degli oratori; Alessandro figlio di Numenio (II secolo), autore di un breve trattato di retorica Sulle figure di pensiero e di parola (Περὶ τῶν τῆς διανοίας καὶ τῆς λέξεως σχημάτων), che fu la fonte dell'opera De figuris sententiarum et elocutionis di Aquila Romano, come già notava Giulio Rufiniano; Apsine di Gadara (III secolo), studiò a Smirne ed insegnò ad Atene diventando uno tra i personaggi più eloquenti del periodo e potendo accedere, grazie all'imperatore Massimino Trace, al consolato; Cassio Longino (213 - 273), ebbe come allievo Porfirio, tenne lezioni di filosofia, critica letteraria, ma anche retorica e grammatica, e la sua conoscenza divenne così vasta che Eunapio lo chiamò «biblioteca vivente» o «museo che cammina».
Ricordiamo anche Claudio Eliano (170 - 235 ca.) di Preneste, il quale riuscì ad impadronirsi della lingua greca in modo impeccabile, esercitando poi retorica a Roma. Le sue sono opere compilatorie, che non si avvalgono di osservazioni autoptiche, né di un'accurata scelta delle fonti, né di criteri di selezione. Raccoglitore di dati, per lo più a carattere aneddotico, inverosimile quando non paradossale, Eliano si colloca nell'alveo della paradossografia, mosso più che da interessi scientifici o storiografici, dall'attenzione per il meraviglioso e l'insolito. Altri due personaggi di primo piano sono: 
- Plutarco di Cheronea (45 - 125 ca.) con una raccolta miscellanea di 78 scritti sotto il titolo di Moralia (che trattano di temi etici, pedagogici, politici, di filosofia e religione, di scienze naturali, fino all'erudizione antiquaria e alla retorica) e 23 coppie di Vite parallele che accostano le biografie di personaggi greci a quelle di romani, con un breve confronto finale.[63]
- Luciano di Samosata (120 - 180 ca.) risulta un osservatore curioso, penetrante ed ironico del suo tempo. Assorbì la cultura greca così in profondità da diventare uno dei maggiori esponenti del suo tempo.[64] La produzione letteraria di Luciano spazia su generi ed argomenti tra loro molto differenti, ma con una costante di fondo: la critica e la satira nei confronti delle scuole ufficiali. La sua fama è però soprattutto legata ai dialoghi, alcuni dei quali sono raggruppati in modo da formare delle serie organiche (i Dialoghi degli dei, i Dialoghi marini, i Dialoghi dei morti, i Dialoghi delle cortigiane), mentre il gruppo più importante è costituito dai dialoghi di contenuto morale, filosofico e religioso, caratterizzati da una vis satirica e polemica, acre soprattutto verso i cinici, e da una evidente simpatia verso Epicuro: tra questi, si segnalano Menippo o la necromanzia, Icaromenippo, Caronte, Zeus confutato, Zeus tragedo, Prometeo o il Caucaso, l'Assemblea degli dei, Due volte accusato, la Vendite delle vite all'asta e l'Alessandro o il falso profeta, La vita di Demonatte, La morte di Peregrino.

### Poesia

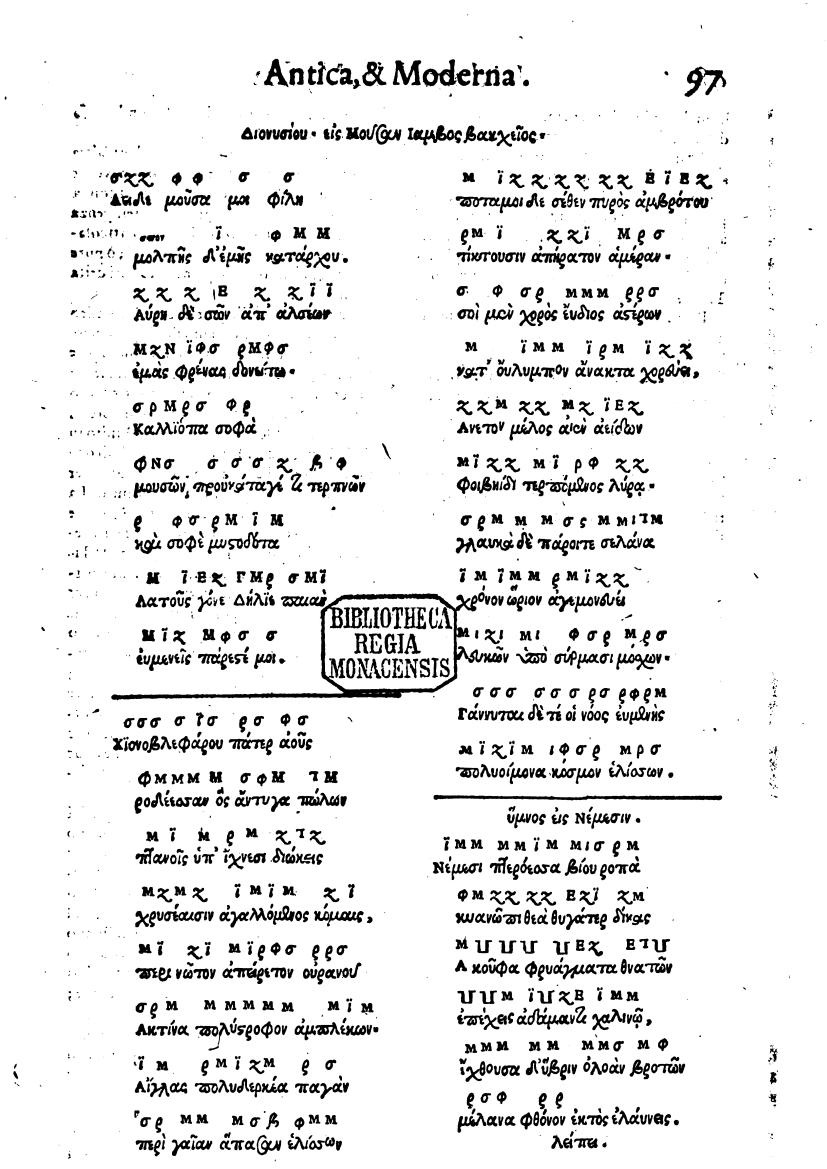
Pagina del libro Dialogo della musica antica e della moderna di Vincenzo Galilei, che contiene il testo e la notazione musicale dei tre inni di Mesomede di Creta. Il primo (in alto nella prima colonna) è l'inno alla musa Calliope, il secondo (a cavallo tra la prima e la seconda colonna) è l'inno al Sole, l'ultimo è quello dedicato a Nemesi.

Il genere poetico, pur non prevalendo su quello della prosa, conserva una sua vitalità, anche se rimane privo di grandi componimenti. Il fenomeno poetico maggiormente rilevante risulta l'epigramma. Dopo le grandi creazioni di epoca ellenistica, vengono riprese le tematiche e lo stile degli epigrammi risulta sempre formato da brevi distici elegiaci. I principali rappresentanti del periodo sono: Crinagora di Mitilene e Antipatro di Tessalonica dell'età augustea; Marco Argentario, Lucillio e Filippo di Tessalonica del I secolo; Stratone di Sardi e Rufino del II secolo. Il genere poi comincerà a declinare per tornare a rinascere solo qualche secolo più tardi.
La poesia didascalica ottenne risultati assai modesti. Il più importante rappresentante di questo genere letterario fu Dionigi il Periegeta, autore di una Periegesi della Terra, poemetto in 1187 esametri di gusto tardo ellenistico e databile all'epoca dell'imperatore romano, Adriano. Altri autori, sempre di questo genere, furono Oppiano di Anazarbo (II-III secolo?), il quale scrisse un poema sulla pesca (Halieutica), dedicato agli imperatori Marco Aurelio e al figlio Commodo. Il suo omonimo, Oppiano di Apamea, scrisse un poema sulla caccia (Cynegetica), dedicato all'imperatore Caracalla, verosimilmente databile dopo il 211.
Altro autore del periodo fu Mesomede di Creta, citaredo, lirico e liberto dell'imperatore Adriano. Si racconta che avesse composto un panegirico sul suo favorito Antinoo chiamato Inno Citaredico (Suda). Di lui si conoscono tredici componimenti in metri vari, tra cui due epigrammi, contenuti nell'Anthologia Graeca e un inno a Nemesi. Cosa assai importante è il fatto che a noi siano giunte alcune annotazioni musicali, un raro esempio di musica antica.
Incerta appare la cronologia di alcuni componimenti poetici orfici, databili al III secolo o successivi. Ci rimangono un paio di poemetti in esametri: le Argonautiche orfiche sul mito degli Argonauti, in quasi 1 400 versi, e i Lithika (sulle proprietà delle pietre) in 774 versi. Vi è poi una raccolta di 87 Inni, sempre in esametri, per un totale di oltre 1 100 versi; ed i cosiddetti Versi aurei, attribuiti a Pitagora, ma di evidente rielaborazione alto imperiale.
Con riferimento alla poesia oracolare, l'opera più importante è gli Oracoli sibillini. Sono 12 libri (su 14 originali, messi insieme da un redattore del V secolo) in greco di contenuto assai eterogeneo, scritti in circa 4 200 esametri e contenenti varie profezie circa eventi storici futuri (in particolare sulla vita pubblica e le catastrofi naturali), con elementi ebraici e cristiani. E sempre a questo periodo apparterrebbero gli Oracoli caldaici, una raccolta di rivelazioni sapienziali appartenenti alla tradizione misterica greco-romana, scritti probabilmente al tempo di Marco Aurelio, da Giuliano il Teurgo. Si componevano di esametri omerici in cui veniva rivelata la sapienza divina. Essi facevano riferimento alla sapienza babilonese, dotati di un sincretismo di elementi neopitagorici, platonici, stoici e orientali.

### Romanzo

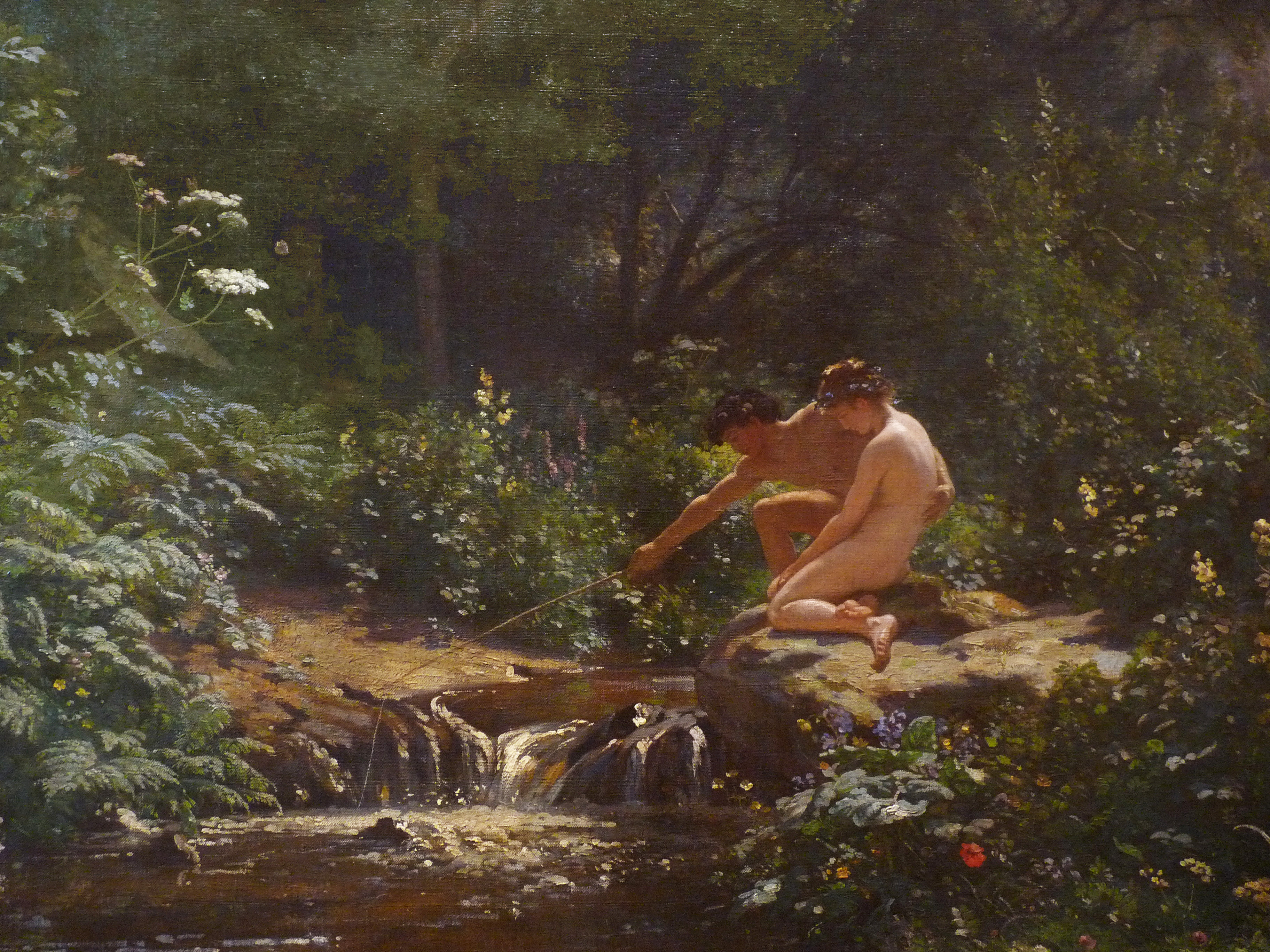
Dafni e Cloe (olio su tela di François-Louis Français, Musée d'Orsay 1897).

Il romanzo in prosa fu forse la più grossa novità del periodo alto imperiale. Anche se le prime testimonianze di questo genere letterario risalirebbero al II secolo a.C.. tuttavia i primi romanzi a noi pervenuti in modo integrale, attraverso le traduzioni bizantine, appartengono all'età imperiale.
Pochi sono i romanzi greci conservati per intero (nei codici medievali). Sono romanzi d'amore e presentano quasi tutti uno schema fisso: due giovani si incontrano e si innamorano, ma la coppia viene separata ed è soggetta ad una serie di peripezie e disavventure volute dagli dèi o dal destino (Tyche), che li vede eroi passivi; al termine del romanzo i due giovani si ricongiungono felicemente.
Si possono notare numerose analogie sia con le trame delle commedie (anche se i romanzi risultano solitamente più complicati e avventurosi), sia con il materiale novellistico (in particolare con la fabula milesia) e sia con una certa storiografia volta all'intrattenimento ed al diletto del lettore.
Almeno inizialmente notiamo una predilezione verso il "romanzo storico", dove alcuni personaggi sono realmente esistiti, come nel caso del "Romanzo di Nino" dove si raccontano le avventure del diciassettenne Nino, re capostipite del regno assiro, innamorato della cugina Semiramide, quattordicenne.
Pervenuto nel corpus delle opere di Luciano di Samosata è Lucio o l'asino, breve romanzo in cui si racconta di un tale Lucio che, a causa dell'uso maldestro di filtri magici, si trasforma in un asino al posto di un uccello e che al termine della storia riuscirà a recuperare la forma umana. Sembra che la trama di questo romanzo sia derivata integralmente da un'opera di un certo Lucio di Patre (I-II secolo), il quale ispirò non solo Luciano di Samosata, che scrisse in greco, ma anche Apuleio con le sue Le metamorfosi o l'asino d'oro, scritte in latino.

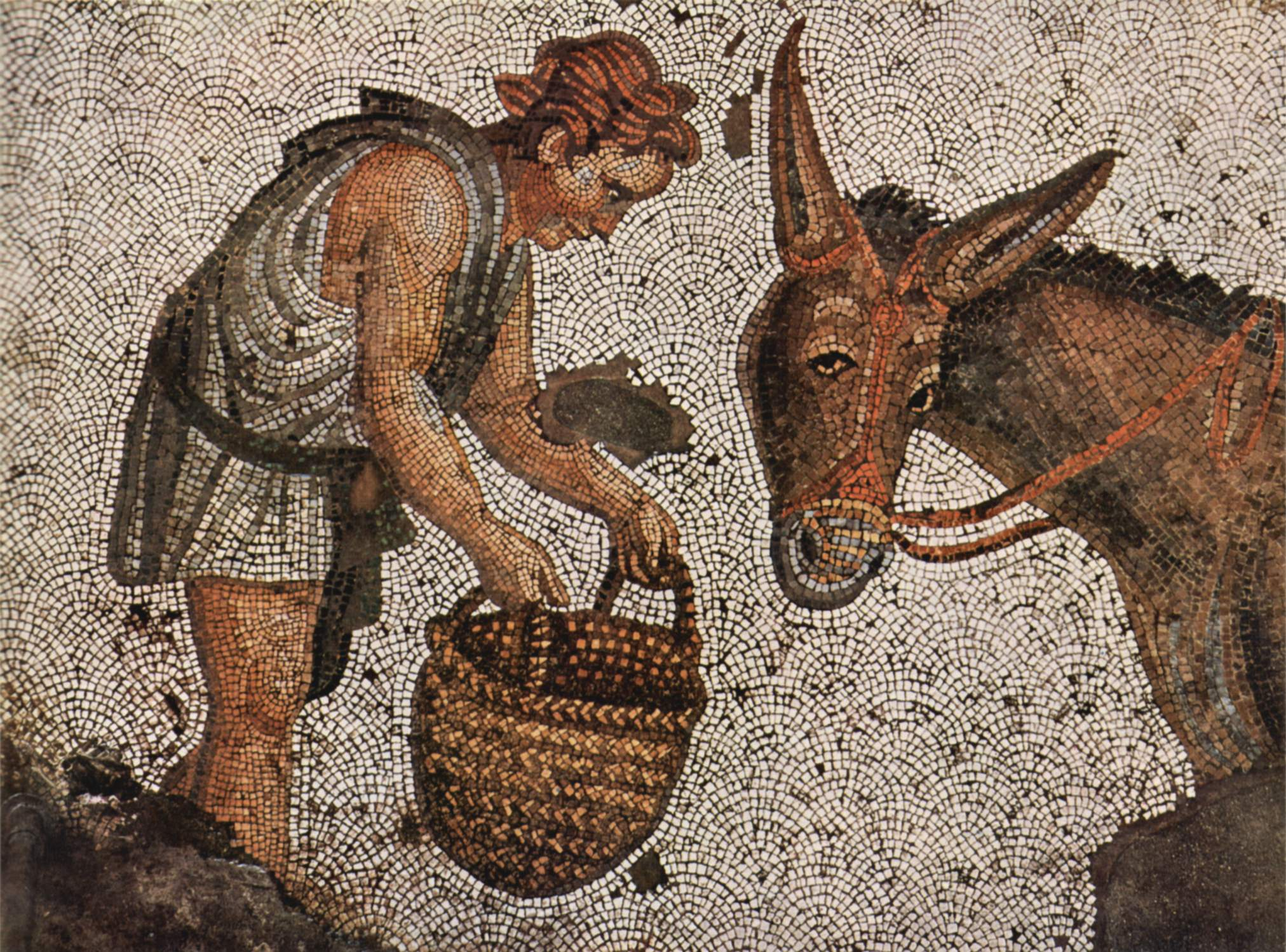
Lucio divenuto asino e il suo padrone, ispirato al romanzo "Lucio o l'asino".

Ricordiamo i cinque romanzi a noi pervenuti in modo integrale:
- Cherea e Calliroe di Caritone di Afrodisia (risalente ad un periodo compreso tra il I secolo a.C. e la prima metà del II secolo);
- Leucippe e Clitofonte di Achille Tazio (II secolo);
- Abrocome e Anzia di Senofonte Efesio (II secolo);
- Gli amori pastorali di Dafni e Cloe di Longo Sofista (III secolo);
- Le Etiopiche, o Teàgene e Caricléa, di Eliodoro di Emesa (III - IV secolo).

Vi sarebbero poi un paio di romanzi che raccontano della guerra di Troia, secondo il modello del «testimone oculare» degli eventi, scritti da Ditti Cretese e Darete Frigio. Inizialmente conosciuti solo nella versione latina, in seguito si scoprirono dei ritrovamenti papiracei che ne determinarono la loro origine greca (I secolo). Nella Ephemeris Belli Troiani, Ditti Cretese racconta la guerra di Troia, vista dalla parte dei Greci, grazie all'aiuto di un diario personale; Darete Frigio racconta la stessa guerra dalla parte dei Troiani nel suo De excidio Trojae Historia.

### Storiografia

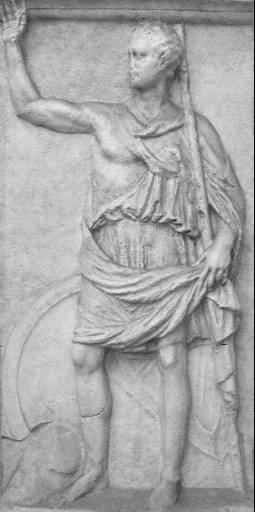
Il grande storico greco Polibio

Il tema principale delle storiografia greca, a partire dalle fasi finali dell'età ellenistica, fu l'espansionismo romano, il suo consolidamento quale potenza egemone dell'intero Mediterraneo e il fatto che rappresentasse ormai il perno unificante dell'intero mondo conosciuto. Ḕ ovvio che in età imperiale, i temi affrontati dagli storici fossero romanocentrici. Non mancavano però opere antiromane, dove erano messi in evidenza tematiche come la decadenza morale, la corruzione della classe politica, lo sfruttamento delle province romane e le vessazioni subite dalle popolazioni locali che portavano a rivolte più o meno aperte contro il dominio del conquistatore romano. La visione positiva e universalistica di Roma, prima conquistatrice con le armi e poi pacificatrice con la pace sociale, la troviamo in autori come Dionisio di Alicarnasso (vedi sotto), Nicola Damasceno (politico e storico, consigliere di Erode il Grande), Filone di Alessandria, Dione di Prusa (40 - 120) e Elio Aristide (117 - 180).

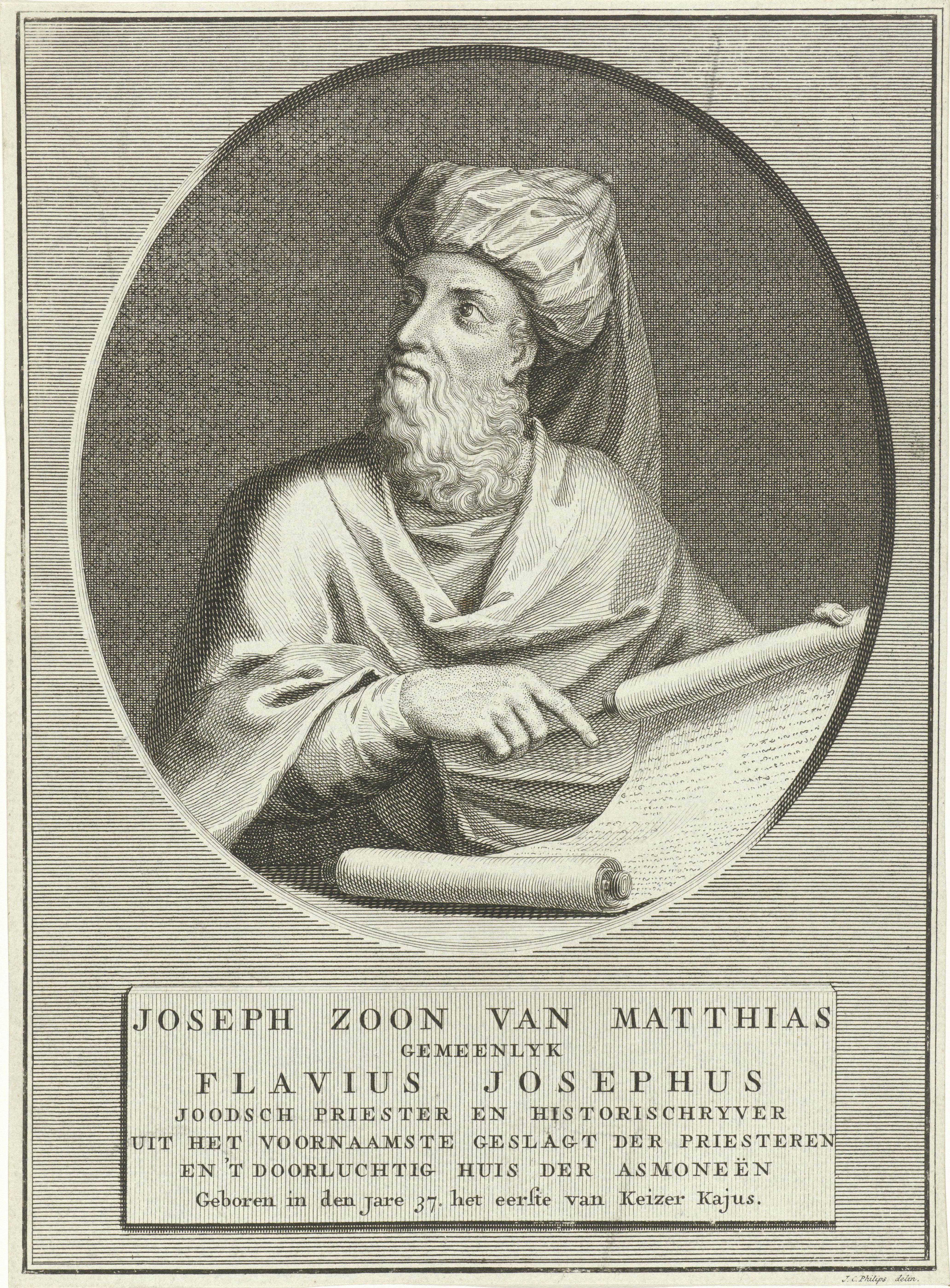
Lo storico ebraico Flavio Giuseppe che scrisse in greco.

Gli storici greci più importanti del periodo provenivano dalle province orientali di cultura greca. Essi scrissero di politica e di problemi attuali della vita imperiale, avendo potuto prenderne spesso direttamente parte. Il modello storiografico è quindi di tipo tucideo-polibiano, ancorato saldamente alla realtà contemporanea e alle cause che ne derivano. Dal passato si ricava esperienza per il presente, ogni tematica può essere animata da aspetti morali e civili, oltreché da un impegno politico. I personaggi più significativi di questo periodo storico, greco-romano, furono in ordine cronologico:
- Polibio (206 – 124 a.C.), greco che credeva fermamente nella Lega achea. Dopo essere stato catturato dai Romani e condotto a Roma, egli s'incaricò di documentare la "storia di Roma" per spiegare le tradizioni romane ai suoi connazionali. Voleva convincerli ad accettare la dominazione romana come una verità universale. Del suo lavoro principale, le Storie, ci sono pervenuti i primi cinque libri e lunghi frammenti ed epitomi del resto.
- Diodoro Siculo (90 - 27 a.C.) fu uno storico greco di Agiro (presso Enna), la cui opera principale fu la Bibliotheca historica, che consisteva di quaranta libri e fu concepita come una storia universale dall'epoca mitologica fino al primo secolo a.C.. Diodoro utilizzò uno stile semplice e diretto nello scrivere, e per le sue informazioni si basò abbondantemente su numerose fonti di ogni genere, costituendo egli stesso una notevole fonte storica e di erudizione. I suoi scritti subirono certamente influenze cesariane.[20]
- Dionigi di Alicarnasso (60 – 7 a.C. ca.) fu uno storico e retore greco che visse a Roma in epoca augustea. La sua opera più importante fu Antichità romane, dove raccontava la storia di Roma, dai primordi fino alla prima guerra punica; composta da 20 libri, oggi contribuisce a riempire alcune lacune dei racconti di Tito Livio. Dionigi sosteneva la tesi della grecità di Roma, tanto da considerarla parte integrante del mondo greco; vedeva nell'Impero romano di Augusto un modus vivendi universale, sotto l'egida della cultura classica greca.[72]
- Flavio Giuseppe di Gerusalemme (37 – 100 ca.) fu uno storico ed apologeta ebreo, che scrisse in greco. Le sue opere principali sono la Guerra giudaica (storia sulla prima guerra giudaica) e le Antichità giudaiche (storia degli ebrei fino a Nerone). Alle critiche rivolte a quest'ultimo scritto egli rispose con un'opera apologetica, Contro Apione. Egli credeva che fosse inutile ribellarsi a Roma, sebbene il suo potere si basasse sulla violenza contro i popoli sottomessi. Egli cercò di indicare al suo popolo la via per una sopravvivenza tranquilla. Egli sviluppò anche il tema della priorità della cultura ebraica rispetto ai Greci.[74] Fu influenzato da Tucidide e da Polibio e fu appoggiato dall'Imperatore Tito. Sebbene molti critici pensano che sia stato un traditore della sua gente, i suoi scritti mostrano che fu un difensore zelante della fede e della cultura ebree.
- Appiano di Alessandria (95 ca. - 165), fu avvocato ed ottenne la carica di procuratore nella provincia d'Alessandria e Egitto. Ammiratore dell'Impero romano e della dinastia degli Antonini, sotto i quali credeva di vivere una nuova "età dell'oro", scrisse una Storia Romana (Ρωμαικά) in 24 libri, che è un insieme di scritti monografici dove esponeva la storia dell'Urbs dalle origini alla morte dell'imperatore Traiano (98-117).[73]
- Flavio Arriano (95 ca. - 175), originario di Nicomedia in Bitinia, fu allievo del filosofo stoico Epitteto, del quale trascrisse il Manuale e le Diatribe. Trasferitosi a Roma, divenne amico dell'imperatore Adriano, sotto al quale fu consul suffectus, senatore, e governatore provinciale romano. Trasferitosi ad Atene sotto l'imperatore Antonino Pio, scoprì la sua vocazione storiografica, cominciando la stesura delle sue opere principali. Nella città greca ricoprì la carica di arconte. Scrisse diverse opere su argomenti svariati come il Periplus Ponti Euxini (Περίπλους Εὐξείνου πόντου; resoconto di un viaggio di servizio nell'Est del Ponto eusino), Cinegetico (trattato sulla caccia) e Tactica (Τέχνη τακτική; trattato di arte militare). L'attività principale fu però in ambito storiografico con l'Anabasi di Alessandro (᾿Ανάβασις ᾿Αλεξάνδρου; sulle vicende di Alessandro Magno) e gli Indica (᾿Ινδικὴ συγγραϕή; sull'India, per i quali si servì dei contributi di Nearco, ammiraglio di Alessandro, e di Eratostene di Cirene).[73]
- Cassio Dione Cocceiano (155 - 235) fu un distinto senatore greco originario di Nicea. Trascorse la maggior parte della sua vita a servizio dell'Impero. Fu senatore sotto Commodo. In seguito fu console suffetto, poi proconsole in Africa e in Pannonia. Alessandro Severo lo fece eleggere console per la seconda volta, nel 229 insieme a lui.[73] Grazie ad un livello di conoscenza diretta nella vita pubblica, scrisse una Storia romana di ottanta libri, che narrava le vicende di Roma dalle sue origini al 229. In quest'opera predomina il cambiamento dalla repubblica romana ad una monarchia di imperatori, l'unica, secondo Cassio Dione, che poteva consentire a Roma di avere un governo stabile. Oggi, l'unica parte rimastaci della Storia romana è quella dal 69 a.C. al 46 d.C..
- Erodiano (170 - 250), fu autore di una storia degli imperatori romani, Storia dell'impero dopo Marco Aurelio (Τῆς μετὰ Μάρκον βασιλείας ἰστορίαι), in otto libri, che narrano in una lingua greca semplice e chiara, esemplata su modelli attici, 59 anni della storia imperiale, dal 180, anno della morte di Marco Aurelio, al 238, regno congiunto di Pupieno e Balbino. La sua storia venne continuata in seguito da Dexippo con una Cronaca che giungeva al 270 (lavoro a sua volta proseguito da Eunapio fino al 404).[74]

### Teatro
La produzione teatrale del periodo fu scarsa e di non particolare valore e originalità. molte furono, infatti, le opere riprese da autori antichi, con una predilezione per Euripide ed in una forma del recital d'attore. In questo periodo fu particolarmente il mimo, come parallelamente accadeva per quello latino. Esso consisteva nel mettere in scena, sulla base di un canovaccio, situazioni d'effetto, apprezzate soprattutto dal popolino.

### Trattato scientifico

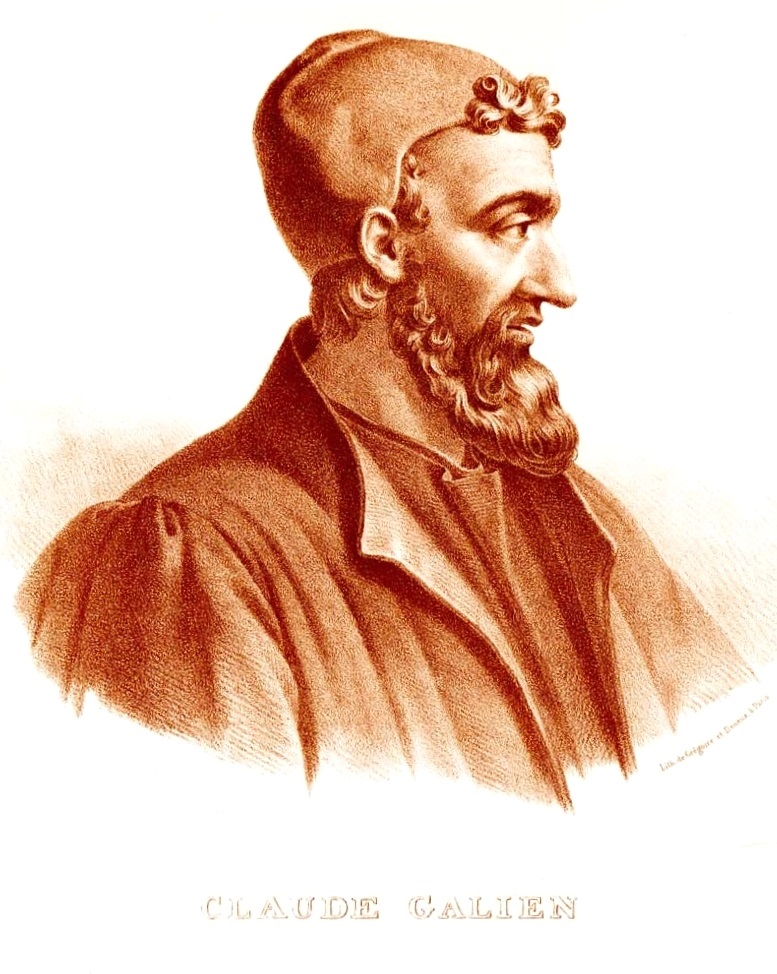
Claudio Galeno di Pergamo, massimo esponente della medicina romana della fine del II secolo/inizi del III secolo (litografia di Pierre Roche Vigneron).

Notevole fu lo sviluppo delle discipline scientifiche e della letteratura ad esse dedicata, sebbene non sia facile distinguere quella strettamente «scientifica» da quella filosofica. Basta ricordare la grande tradizione della geografia greca, che ebbe in Strabone (60 a.C. - 23 d.C.) uno dei massimi esponenti di questa disciplina. Dopo molti viaggi, Strabone tornò ad Amasea, dove cominciò a redigere una Storia in 43 libri (nessuno dei quali ci è pervenuto), che nelle sue intenzioni avrebbe dovuto essere la continuazione dell'opera di Polibio. Passò poi alla compilazione di una Geografia in 17 libri, pensata come complementare dell'opera storica, che ci è pervenuta per intero, salvo alcune parti mancanti del libro VII.
L'antico genere letterario della periegesi ebbe in Pausania (110 - 180), con la sua Periegesi della Grecia (Ἑλλάδος περιήγησις), il suo più importante rappresentanti. Egli offre una grande quantità di notizie antiquarie in campo artistico e archeologico. Un altro autore periegetico fu Dionigi il Periegeta, di età adrianea, la cui opera, molto popolare, fu in seguito tradotta in latino da Avieno.
Altra disciplina che ebbe notevole sviluppo fu l'astronomia con Claudio Tolomeo (100 - 175 ca.), il quale scrisse anche di matematica, geografia e geometria. Egli fu considerato uno dei padri della geografia, autore di importanti opere scientifiche, la principale delle quali è il trattato astronomico noto come Almagesto. Tolomeo formulò un modello geocentrico, in cui solo il Sole e la Luna, considerati pianeti, avevano il proprio epiciclo, ossia la circonferenza sulla quale si muovevano, centrata direttamente sulla Terra. Questo modello del sistema solare, che da lui prenderà il nome di sistema tolemaico, rimase di riferimento per tutto il mondo occidentale (ma anche arabo) fino a che non fu sostituito dal modello di sistema solare eliocentrico dell'astronomo polacco Niccolò Copernico, già noto, comunque, nell'antica Grecia al tempo del filosofo Aristarco di Samo. Un'altra opera importante di Tolomeo è la Geografia, che contiene un'esposizione delle basi teoriche della geografia matematica e le coordinate di 8.000 diverse località. Le fonti principali dell'opera furono l'opera del geografo Marino di Tiro e resoconti di viaggi attraverso l'impero romano, la Persia ed altrove, ma gran parte delle informazioni relative a paesi al di fuori dell'impero erano inaccurate.
Anche l'ambito della medicina vide una notevole fioritura di trattati, basti ricordare l'opera farmacologica di Dioscoride Pedanio (40 - 90), gli scritti di medicina di Areteo di Cappadocia (I secolo), di Rufo di Efeso (I-II secolo), di Sorano di Efeso (I-II secolo). Il culmine venne raggiunto da Claudio Galeno di Pergamo (129 - 216), medico personale dell'imperatore Marco Aurelio, i cui punti di vista hanno dominato la medicina europea per tredici secoli, fino al Rinascimento, quando furono sovvertiti dall'opera di Vesalio. Egli viene ritenuto il più importante e noto medico dell'antichità dopo Ippocrate.